# Liste der Gemeinden im Département Dordogne

Lage des Départements Dordogne

Das Département Dordogne liegt in der Region Nouvelle-Aquitaine in Frankreich. Es untergliedert sich in vier Arrondissements mit 503 Gemeinden (frz. communes) (Stand 1. Januar 2022).
| Code INSEE | PLZ               | Gemeinde                               | Einwohner (Stand 1. Januar 2022) | Fläche in km² | Einwohner je km²          | Kanton seit 30. März 2015 Kanton bis zum 29. März 2015                      | Arrondissement seit 2017 Arrondissement bis 2016 | Gemeindeverband                        |
| ---------- | ----------------- | -------------------------------------- | -------------------------------- | ------------- | ------------------------- | --------------------------------------------------------------------------- | ------------------------------------------------ | -------------------------------------- |
| 24001      | 24300             | Abjat-sur-Bandiat                      | 635                              | 27,62         | 23                        | Périgord Vert Nontronnais Nontron                                           | Nontron                                          | Périgord Nontronnais                   |
| 24002      | 24460             | Agonac                                 | 1809                             | 37,22         | 49                        | Trélissac Brantôme en Périgord                                              | Périgueux                                        | Le Grand Périgueux                     |
| 24004      | 24210             | Ajat                                   | 300                              | 21,95         | 14                        | Le Haut-Périgord noir Thenon                                                | Sarlat-la-Canéda Périgueux                       | Terrassonnais Haut Périgord Noir       |
| 24006      | 24220             | Allas-les-Mines                        | 195                              | 7,04          | 28                        | Vallée Dordogne Saint-Cyprien                                               | Sarlat-la-Canéda                                 | Vallée de la Dordogne et Forêt Bessède |
| 24007      | 24600             | Allemans                               | 543                              | 18,75         | 29                        | Ribérac                                                                     | Périgueux                                        | Périgord Ribéracois                    |
| 24005      | 24480             | Alles-sur-Dordogne                     | 384                              | 9,41          | 41                        | Lalinde Le Buisson-de-Cadouin                                               | Bergerac                                         | Bastides Dordogne-Périgord             |
| 24008      | 24270             | Angoisse                               | 595                              | 23,13         | 26                        | Isle-Loue-Auvézère Lanouaille                                               | Nontron                                          | Isle-Loue-Auvézère en Périgord         |
| 24009      | 24160             | Anlhiac                                | 266                              | 11,86         | 22                        | Isle-Loue-Auvézère Excideuil                                                | Nontron Périgueux                                | Isle-Loue-Auvézère en Périgord         |
| 24010      | 24430             | Annesse-et-Beaulieu                    | 1478                             | 12,12         | 122                       | Saint-Astier                                                                | Périgueux                                        | Le Grand Périgueux                     |
| 24011      | 24420             | Antonne-et-Trigonant                   | 1221                             | 20,23         | 60                        | Trélissac Savignac-les-Églises                                              | Périgueux                                        | Le Grand Périgueux                     |
| 24012      | 24590             | Archignac                              | 403                              | 22,90         | 18                        | Terrasson-Lavilledieu Salignac-Eyvigues                                     | Sarlat-la-Canéda                                 | Pays de Fénelon                        |
| 24014      | 24290             | Aubas                                  | 615                              | 17,53         | 35                        | Vallée de l’Homme Montignac                                                 | Sarlat-la-Canéda                                 | Vallée de l’Homme                      |
| 24015      | 24260             | Audrix                                 | 272                              | 6,22          | 44                        | Vallée Dordogne Saint-Cyprien                                               | Sarlat-la-Canéda                                 | Vallée de l’Homme                      |
| 24016      | 24300             | Augignac                               | 825                              | 22,64         | 36                        | Périgord Vert Nontronnais Nontron                                           | Nontron                                          | Périgord Nontronnais                   |
| 24018      | 24290             | Auriac-du-Périgord                     | 400                              | 18,63         | 21                        | Le Haut-Périgord noir Montignac                                             | Sarlat-la-Canéda                                 | Terrassonnais Haut Périgord Noir       |
| 24019      | 24210             | Azerat                                 | 449                              | 20,05         | 22                        | Le Haut-Périgord noir Thenon                                                | Sarlat-la-Canéda Périgueux                       | Terrassonnais Haut Périgord Noir       |
| 24021      | 24390             | Badefols-d’Ans                         | 410                              | 18,34         | 22                        | Le Haut-Périgord noir Hautefort                                             | Sarlat-la-Canéda Périgueux                       | Terrassonnais Haut Périgord Noir       |
| 24022      | 24150             | Badefols-sur-Dordogne                  | 205                              | 6,06          | 34                        | Lalinde Le Buisson-de-Cadouin                                               | Bergerac                                         | Bastides Dordogne-Périgord             |
| 24023      | 24150             | Baneuil                                | 316                              | 8,89          | 36                        | Lalinde                                                                     | Bergerac                                         | Bastides Dordogne-Périgord             |
| 24024      | 24560             | Bardou                                 | 43                               | 4,76          | 9                         | Sud-Bergeracois Issigeac                                                    | Bergerac                                         | Portes Sud Périgord                    |
| 24025      | 24210             | Bars                                   | 243                              | 22,58         | 11                        | Le Haut-Périgord noir Thenon                                                | Sarlat-la-Canéda Périgueux                       | Terrassonnais Haut Périgord Noir       |
| 24026      | 24330             | Bassillac et Auberoche                 | 4365                             | 103,26        | 42                        | Le Haut-Périgord noir Isle-Manoire                                          | Périgueux                                        | Le Grand Périgueux                     |
| 24027      | 24150             | Bayac                                  | 356                              | 10,23         | 35                        | Lalinde Beaumont-du-Périgord                                                | Bergerac                                         | Bastides Dordogne-Périgord             |
| 24028      | 24440             | Beaumontois en Périgord                | 1730                             | 72,71         | 24                        | Lalinde                                                                     | Bergerac                                         | Bastides Dordogne-Périgord             |
| 24029      | 24400             | Beaupouyet                             | 558                              | 22,63         | 25                        | Vallée de l’Isle Mussidan                                                   | Périgueux                                        | Isle et Crempse en Périgord            |
| 24030      | 24120             | Beauregard-de-Terrasson                | 706                              | 7,97          | 89                        | Le Haut-Périgord noir Terrasson-Lavilledieu                                 | Sarlat-la-Canéda                                 | Terrassonnais Haut Périgord Noir       |
| 24031      | 24140             | Beauregard-et-Bassac                   | 308                              | 12,02         | 26                        | Périgord Central Villamblard                                                | Périgueux Bergerac                               | Isle et Crempse en Périgord            |
| 24032      | 24400             | Beauronne                              | 372                              | 19,24         | 19                        | Vallée de l’Isle Neuvic                                                     | Périgueux                                        | Isle Vern Salembre en Périgord         |
| 24034      | 24140             | Beleymas                               | 281                              | 16,07         | 17                        | Périgord Central Villamblard                                                | Périgueux Bergerac                               | Isle et Crempse en Périgord            |
| 24036      | 24220             | Berbiguières                           | 178                              | 5,35          | 33                        | Vallée Dordogne Saint-Cyprien                                               | Sarlat-la-Canéda                                 | Vallée de la Dordogne et Forêt Bessède |
| 24037      | 24100             | Bergerac                               | 26.852                           | 56,10         | 479                       | Bergerac-1 Bergerac-2 Bergerac-1 Bergerac-2                                 | Bergerac                                         | Bergeracoise                           |
| 24038      | 24320             | Bertric-Burée                          | 435                              | 16,73         | 26                        | Ribérac Verteillac                                                          | Périgueux                                        | Périgord Ribéracois                    |
| 24039      | 24550             | Besse                                  | 153                              | 16,20         | 9                         | Vallée Dordogne Villefranche-du-Périgord                                    | Sarlat-la-Canéda                                 | Domme Villefranche-du-Périgord         |
| 24040      | 24220             | Beynac-et-Cazenac                      | 447                              | 12,74         | 35                        | Sarlat-la-Canéda                                                            | Sarlat-la-Canéda                                 | Sarlat-Périgord Noir                   |
| 24042      | 24310             | Biras                                  | 715                              | 19,43         | 37                        | Brantôme en Périgord                                                        | Nontron Périgueux                                | Dronne et Belle                        |
| 24043      | 24540             | Biron                                  | 146                              | 12,98         | 11                        | Lalinde Monpazier                                                           | Bergerac                                         | Bastides Dordogne-Périgord             |
| 24045      | 24560             | Boisse                                 | 249                              | 16,58         | 15                        | Sud-Bergeracois Issigeac                                                    | Bergerac                                         | Portes Sud Périgord                    |
| 24046      | 24390             | Boisseuilh                             | 110                              | 11,90         | 9                         | Le Haut-Périgord noir Hautefort                                             | Sarlat-la-Canéda Périgueux                       | Terrassonnais Haut Périgord Noir       |
| 24048      | 24230             | Bonneville-et-Saint-Avit-de-Fumadières | 302                              | 7,04          | 43                        | Pays de Montaigne et Gurson Vélines                                         | Bergerac                                         | Montaigne Montravel et Gurson          |
| 24050      | 24590             | Borrèze                                | 352                              | 27,37         | 13                        | Terrasson-Lavilledieu Salignac-Eyvigues                                     | Sarlat-la-Canéda                                 | Pays de Fénelon                        |
| 24051      | 24130             | Bosset                                 | 233                              | 14,52         | 16                        | Pays de la Force La Force                                                   | Bergerac                                         | Bergeracoise                           |
| 24052      | 24480             | Bouillac                               | 123                              | 12,34         | 10                        | Lalinde Le Buisson-de-Cadouin                                               | Bergerac                                         | Bastides Dordogne-Périgord             |
| 24053      | 24750             | Boulazac Isle Manoire                  | 10.628                           | 55,95         | 190                       | Isle-Manoire                                                                | Périgueux                                        | Le Grand Périgueux                     |
| 24054      | 24560             | Bouniagues                             | 589                              | 8,62          | 68                        | Sud-Bergeracois Issigeac                                                    | Bergerac                                         | Bergeracoise                           |
| 24055      | 24310             | Bourdeilles                            | 793                              | 21,85         | 36                        | Brantôme en Périgord                                                        | Nontron Périgueux                                | Dronne et Belle                        |
| 24057      | 24320             | Bourg-des-Maisons                      | 72                               | 8,99          | 8                         | Ribérac Verteillac                                                          | Périgueux                                        | Périgord Ribéracois                    |
| 24058      | 24600             | Bourg-du-Bost                          | 237                              | 7,16          | 33                        | Ribérac                                                                     | Périgueux                                        | Périgord Ribéracois                    |
| 24059      | 24400             | Bourgnac                               | 352                              | 9,06          | 39                        | Vallée de l’Isle Mussidan                                                   | Périgueux                                        | Isle et Crempse en Périgord            |
| 24060      | 24150             | Bourniquel                             | 67                               | 8,96          | 7                         | Lalinde Beaumont-du-Périgord                                                | Bergerac                                         | Bastides Dordogne-Périgord             |
| 24061      | 24110             | Bourrou                                | 132                              | 9,13          | 14                        | Périgord Central Vergt                                                      | Périgueux                                        | Le Grand Périgueux                     |
| 24062      | 24320             | Bouteilles-Saint-Sébastien             | 175                              | 13,96         | 13                        | Ribérac Verteillac                                                          | Périgueux                                        | Périgord Ribéracois                    |
| 24063      | 24250             | Bouzic                                 | 154                              | 11,76         | 13                        | Vallée Dordogne Domme                                                       | Sarlat-la-Canéda                                 | Domme Villefranche-du-Périgord         |
| 24064      | 24310 24460 24530 | Brantôme en Périgord                   | 3748                             | 133,33        | 28                        | Brantôme en Périgord                                                        | Nontron                                          | Dronne et Belle                        |
| 24066      | 24210             | Brouchaud                              | 217                              | 11,94         | 18                        | Isle-Loue-Auvézère Thenon                                                   | Nontron Périgueux                                | Isle-Loue-Auvézère en Périgord         |
| 24069      | 24350             | Bussac                                 | 385                              | 16,84         | 23                        | Brantôme en Périgord                                                        | Nontron Périgueux                                | Dronne et Belle                        |
| 24070      | 24360             | Busserolles                            | 505                              | 32,46         | 16                        | Périgord Vert Nontronnais Bussière-Badil                                    | Nontron                                          | Périgord Nontronnais                   |
| 24071      | 24360             | Bussière-Badil                         | 372                              | 19,86         | 19                        | Périgord Vert Nontronnais Bussière-Badil                                    | Nontron                                          | Périgord Nontronnais                   |
| 24073      | 24150             | Calès                                  | 373                              | 8,02          | 47                        | Lalinde Le Buisson-de-Cadouin                                               | Bergerac                                         | Bastides Dordogne-Périgord             |
| 24074      | 24370             | Calviac-en-Périgord                    | 541                              | 14,52         | 37                        | Terrasson-Lavilledieu Carlux                                                | Sarlat-la-Canéda                                 | Pays de Fénelon                        |
| 24075      | 24550             | Campagnac-lès-Quercy                   | 324                              | 19,67         | 16                        | Vallée Dordogne Villefranche-du-Périgord                                    | Sarlat-la-Canéda                                 | Domme Villefranche-du-Périgord         |
| 24076      | 24260             | Campagne                               | 418                              | 14,40         | 29                        | Vallée de l’Homme Le Bugue                                                  | Sarlat-la-Canéda                                 | Vallée de l’Homme                      |
| 24077      | 24140             | Campsegret                             | 398                              | 13,83         | 29                        | Périgord Central Villamblard                                                | Périgueux Bergerac                               | Isle et Crempse en Périgord            |
| 24080      | 24540             | Capdrot                                | 461                              | 43,72         | 11                        | Lalinde Monpazier                                                           | Bergerac                                         | Bastides Dordogne-Périgord             |
| 24081      | 24370             | Carlux                                 | 655                              | 13,31         | 49                        | Terrasson-Lavilledieu Carlux                                                | Sarlat-la-Canéda                                 | Pays de Fénelon                        |
| 24082      | 24200             | Carsac-Aillac                          | 1549                             | 17,31         | 89                        | Terrasson-Lavilledieu Carlux                                                | Sarlat-la-Canéda                                 | Pays de Fénelon                        |
| 24083      | 24610             | Carsac-de-Gurson                       | 212                              | 6,91          | 31                        | Pays de Montaigne et Gurson Villefranche-de-Lonchat                         | Bergerac                                         | Montaigne Montravel et Gurson          |
| 24084      | 24170             | Carves                                 | 101                              | 10,13         | 10                        | Vallée Dordogne Belvès                                                      | Sarlat-la-Canéda                                 | Vallée de la Dordogne et Forêt Bessède |
| 24086      | 24250             | Castelnaud-la-Chapelle                 | 449                              | 20,88         | 22                        | Vallée Dordogne Domme                                                       | Sarlat-la-Canéda                                 | Domme Villefranche-du-Périgord         |
| 24087      | 24220             | Castels et Bézenac                     | 805                              | 23,76         | 34                        | Vallée Dordogne                                                             | Sarlat-la-Canéda                                 | Vallée de la Dordogne et Forêt Bessède |
| 24088      | 24150             | Cause-de-Clérans                       | 336                              | 14,35         | 23                        | Lalinde                                                                     | Bergerac                                         | Bastides Dordogne-Périgord             |
| 24090      | 24600             | Celles                                 | 611                              | 27,83         | 22                        | Ribérac Montagrier                                                          | Périgueux                                        | Périgord Ribéracois                    |
| 24091      | 24250             | Cénac-et-Saint-Julien                  | 1189                             | 19,87         | 60                        | Vallée Dordogne Domme                                                       | Sarlat-la-Canéda                                 | Domme Villefranche-du-Périgord         |
| 24094      | 24380             | Chalagnac                              | 442                              | 14,15         | 31                        | Périgord Central Vergt                                                      | Périgueux                                        | Le Grand Périgueux                     |
| 24095      | 24800             | Chalais                                | 404                              | 18,81         | 21                        | Thiviers Jumilhac-le-Grand                                                  | Nontron                                          | Périgord-Limousin                      |
| 24096      | 24530             | Champagnac-de-Belair                   | 783                              | 18,46         | 42                        | Brantôme en Périgord Champagnac-de-Belair                                   | Nontron                                          | Dronne et Belle                        |
| 24097      | 24320             | Champagne-et-Fontaine                  | 343                              | 25,04         | 14                        | Ribérac Verteillac                                                          | Périgueux                                        | Périgord Ribéracois                    |
| 24098      | 24750             | Champcevinel                           | 3077                             | 17,72         | 174                       | Trélissac Périgueux-Nord-Est                                                | Périgueux                                        | Le Grand Périgueux                     |
| 24100      | 24360             | Champniers-et-Reilhac                  | 511                              | 20,40         | 25                        | Périgord Vert Nontronnais Bussière-Badil                                    | Nontron                                          | Périgord Nontronnais                   |
| 24101      | 24470             | Champs-Romain                          | 287                              | 20,33         | 14                        | Périgord Vert Nontronnais Saint-Pardoux-la-Rivière                          | Nontron                                          | Périgord Nontronnais                   |
| 24102      | 24650             | Chancelade                             | 4442                             | 16,23         | 274                       | Coulounieix-Chamiers Périgueux-Ouest                                        | Périgueux                                        | Le Grand Périgueux                     |
| 24104      | 24190             | Chantérac                              | 647                              | 18,94         | 34                        | Vallée de l’Isle Neuvic                                                     | Périgueux                                        | Isle Vern Salembre en Périgord         |
| 24105      | 24320             | Chapdeuil                              | 140                              | 7,71          | 18                        | Brantôme en Périgord Montagrier                                             | Périgueux                                        | Périgord Ribéracois                    |
| 24114      | 24600             | Chassaignes                            | 73                               | 5,79          | 13                        | Ribérac                                                                     | Périgueux                                        | Périgord Ribéracois                    |
| 24115      | 24460             | Château-l’Évêque                       | 2162                             | 35,68         | 61                        | Trélissac Périgueux-Nord-Est                                                | Périgueux                                        | Le Grand Périgueux                     |
| 24116      | 24120             | Châtres                                | 181                              | 12,20         | 15                        | Le Haut-Périgord noir Terrasson-Lavilledieu                                 | Sarlat-la-Canéda                                 | Terrassonnais Haut Périgord Noir       |
| 24119      | 24320             | Cherval                                | 226                              | 18,71         | 12                        | Ribérac Verteillac                                                          | Périgueux                                        | Périgord Ribéracois                    |
| 24120      | 24390             | Cherveix-Cubas                         | 555                              | 14,96         | 37                        | Isle-Loue-Auvézère Hautefort                                                | Nontron Périgueux                                | Isle-Loue-Auvézère en Périgord         |
| 24121      | 24640             | Chourgnac                              | 69                               | 6,96          | 10                        | Le Haut-Périgord noir Hautefort                                             | Sarlat-la-Canéda Périgueux                       | Terrassonnais Haut Périgord Noir       |
| 24122      | 24170             | Cladech                                | 87                               | 5,49          | 16                        | Vallée Dordogne Belvès                                                      | Sarlat-la-Canéda                                 | Vallée de la Dordogne et Forêt Bessède |
| 24124      | 24160             | Clermont-d’Excideuil                   | 248                              | 9,99          | 25                        | Isle-Loue-Auvézère Excideuil                                                | Nontron Périgueux                                | Isle-Loue-Auvézère en Périgord         |
| 24123      | 24140             | Clermont-de-Beauregard                 | 123                              | 6,24          | 20                        | Périgord Central Villamblard                                                | Périgueux Bergerac                               | Isle et Crempse en Périgord            |
| 24126      | 24560             | Colombier                              | 279                              | 7,03          | 40                        | Sud-Bergeracois Issigeac                                                    | Bergerac                                         | Bergeracoise                           |
| 24364      | 24120 24290       | Coly-Saint-Amand                       | 629                              | 34,41         | 18                        | Vallée de l’Homme                                                           | Sarlat-la-Canéda                                 | Vallée de l’Homme                      |
| 24128      | 24600             | Comberanche-et-Épeluche                | 165                              | 3,93          | 42                        | Ribérac                                                                     | Périgueux                                        | Périgord Ribéracois                    |
| 24129      | 24530             | Condat-sur-Trincou                     | 495                              | 16,54         | 30                        | Brantôme en Périgord Champagnac-de-Belair                                   | Nontron                                          | Dronne et Belle                        |
| 24130      | 24570             | Condat-sur-Vézère                      | 865                              | 16,64         | 52                        | Terrasson-Lavilledieu                                                       | Sarlat-la-Canéda                                 | Terrassonnais Haut Périgord Noir       |
| 24132      | 24560             | Conne-de-Labarde                       | 255                              | 10,05         | 25                        | Sud-Bergeracois Issigeac                                                    | Bergerac                                         | Portes Sud Périgord                    |
| 24131      | 24300             | Connezac                               | 76                               | 5,78          | 13                        | Périgord Vert Nontronnais Nontron                                           | Nontron                                          | Périgord Nontronnais                   |
| 24134      | 24800             | Corgnac-sur-l’Isle                     | 862                              | 20,61         | 42                        | Thiviers                                                                    | Nontron                                          | Périgord-Limousin                      |
| 24135      | 24750             | Cornille                               | 688                              | 13,04         | 53                        | Trélissac Savignac-les-Églises                                              | Périgueux                                        | Le Grand Périgueux                     |
| 24136      | 24390             | Coubjours                              | 108                              | 9,55          | 11                        | Le Haut-Périgord noir Hautefort                                             | Sarlat-la-Canéda Périgueux                       | Terrassonnais Haut Périgord Noir       |
| 24137      | 24420             | Coulaures                              | 758                              | 28,87         | 26                        | Isle-Loue-Auvézère Savignac-les-Églises                                     | Nontron Périgueux                                | Isle-Loue-Auvézère en Périgord         |
| 24138      | 24660             | Coulounieix-Chamiers                   | 7537                             | 21,70         | 347                       | Coulounieix-Chamiers Périgueux-Ouest                                        | Périgueux                                        | Le Grand Périgueux                     |
| 24139      | 24430             | Coursac                                | 2326                             | 24,65         | 94                        | Saint-Astier                                                                | Périgueux                                        | Le Grand Périgueux                     |
| 24140      | 24520             | Cours-de-Pile                          | 1563                             | 10,81         | 145                       | Bergerac-2                                                                  | Bergerac                                         | Bergeracoise                           |
| 24141      | 24320             | Coutures                               | 198                              | 8,53          | 23                        | Ribérac Verteillac                                                          | Périgueux                                        | Périgord Ribéracois                    |
| 24142      | 24220             | Coux et Bigaroque-Mouzens              | 1234                             | 27,47         | 45                        | Vallée Dordogne                                                             | Sarlat-la-Canéda                                 | Vallée de la Dordogne et Forêt Bessède |
| 24143      | 24150             | Couze-et-Saint-Front                   | 715                              | 8,19          | 87                        | Lalinde                                                                     | Bergerac                                         | Bastides Dordogne-Périgord             |
| 24144      | 24350             | Creyssac                               | 104                              | 4,56          | 23                        | Brantôme en Périgord Montagrier                                             | Périgueux                                        | Périgord Ribéracois                    |
| 24145      | 24100             | Creysse                                | 1738                             | 11,02         | 158                       | Bergerac-2                                                                  | Bergerac                                         | Bergeracoise                           |
| 24146      | 24380             | Creyssensac-et-Pissot                  | 266                              | 8,62          | 31                        | Périgord Central Vergt                                                      | Périgueux                                        | Le Grand Périgueux                     |
| 24147      | 24640             | Cubjac-Auvézère-Val d’Ans              | 1116                             | 39,56         | 28                        | Isle-Loue-Auvézère                                                          | Nontron                                          | Isle-Loue-Auvézère en Périgord         |
| 24148      | 24240             | Cunèges                                | 315                              | 5,98          | 53                        | Sud-Bergeracois Sigoulès                                                    | Bergerac                                         | Bergeracoise                           |
| 24150      | 24250             | Daglan                                 | 556                              | 19,96         | 28                        | Vallée Dordogne Domme                                                       | Sarlat-la-Canéda                                 | Domme Villefranche-du-Périgord         |
| 24151      | 24170             | Doissat                                | 101                              | 15,30         | 7                         | Vallée Dordogne Belvès                                                      | Sarlat-la-Canéda                                 | Vallée de la Dordogne et Forêt Bessède |
| 24152      | 24250             | Domme                                  | 901                              | 24,91         | 36                        | Vallée Dordogne Domme                                                       | Sarlat-la-Canéda                                 | Domme Villefranche-du-Périgord         |
| 24154      | 24350             | Douchapt                               | 349                              | 8,68          | 40                        | Brantôme en Périgord Montagrier                                             | Périgueux                                        | Périgord Ribéracois                    |
| 24155      | 24140             | Douville                               | 456                              | 19,91         | 23                        | Périgord Central Villamblard                                                | Périgueux Bergerac                               | Isle et Crempse en Périgord            |
| 24157      | 24190             | Douzillac                              | 846                              | 17,17         | 49                        | Vallée de l’Isle Neuvic                                                     | Périgueux                                        | Isle Vern Salembre en Périgord         |
| 24158      | 24270             | Dussac                                 | 426                              | 20,26         | 21                        | Isle-Loue-Auvézère Lanouaille                                               | Nontron                                          | Isle-Loue-Auvézère en Périgord         |
| 24159      | 24410             | Échourgnac                             | 395                              | 34,88         | 11                        | Montpon-Ménestérol                                                          | Périgueux                                        | Isle Double Landais                    |
| 24161      | 24400             | Église-Neuve-d’Issac                   | 122                              | 16,67         | 7                         | Périgord Central Villamblard                                                | Périgueux Bergerac                               | Isle et Crempse en Périgord            |
| 24160      | 24380             | Église-Neuve-de-Vergt                  | 583                              | 7,43          | 78                        | Périgord Central Vergt                                                      | Périgueux                                        | Le Grand Périgueux                     |
| 24162      | 24420             | Escoire                                | 399                              | 3,94          | 101                       | Trélissac Savignac-les-Églises                                              | Périgueux                                        | Le Grand Périgueux                     |
| 24163      | 24360             | Étouars                                | 165                              | 7,83          | 21                        | Périgord Vert Nontronnais Bussière-Badil                                    | Nontron                                          | Périgord Nontronnais                   |
| 24164      | 24160             | Excideuil                              | 1195                             | 5,02          | 238                       | Isle-Loue-Auvézère Excideuil                                                | Nontron Périgueux                                | Isle-Loue-Auvézère en Périgord         |
| 24165      | 24700             | Eygurande-et-Gardedeuil                | 407                              | 35,62         | 11                        | Montpon-Ménestérol                                                          | Périgueux                                        | Isle Double Landais                    |
| 24167      | 24500             | Eymet                                  | 2553                             | 31,25         | 82                        | Sud-Bergeracois Eymet                                                       | Bergerac                                         | Portes Sud Périgord                    |
| 24259      | 24130 24140       | Eyraud-Crempse-Maurens                 | 1666                             | 50,51         | 33                        | Périgord Central                                                            | Périgueux                                        | Isle et Crempse en Périgord            |
| 24171      | 24800             | Eyzerac                                | 547                              | 11,03         | 50                        | Thiviers                                                                    | Nontron                                          | Périgord-Limousin                      |
| 24174      | 24290             | Fanlac                                 | 137                              | 14,37         | 10                        | Vallée de l’Homme Montignac                                                 | Sarlat-la-Canéda                                 | Vallée de l’Homme                      |
| 24176      | 24560             | Faurilles                              | 36                               | 4,30          | 8                         | Sud-Bergeracois Issigeac                                                    | Bergerac                                         | Portes Sud Périgord                    |
| 24177      | 24560             | Faux-en-Périgord                       | 669                              | 16,07         | 42                        | Sud-Bergeracois Issigeac                                                    | Bergerac                                         | Portes Sud Périgord                    |
| 24180      | 24450             | Firbeix                                | 298                              | 22,66         | 13                        | Thiviers Saint-Pardoux-la-Rivière                                           | Nontron                                          | Périgord-Limousin                      |
| 24183      | 24580             | Fleurac                                | 320                              | 22,18         | 14                        | Vallée de l’Homme Le Bugue                                                  | Sarlat-la-Canéda                                 | Vallée de l’Homme                      |
| 24184      | 24250             | Florimont-Gaumier                      | 163                              | 9,05          | 18                        | Vallée Dordogne Domme                                                       | Sarlat-la-Canéda                                 | Domme Villefranche-du-Périgord         |
| 24186      | 24500             | Fonroque                               | 333                              | 9,00          | 37                        | Sud-Bergeracois Eymet                                                       | Bergerac                                         | Portes Sud Périgord                    |
| 24188      | 24210             | Fossemagne                             | 553                              | 21,88         | 25                        | Le Haut-Périgord noir Thenon                                                | Sarlat-la-Canéda Périgueux                       | Terrassonnais Haut Périgord Noir       |
| 24189      | 33220             | Fougueyrolles                          | 454                              | 11,45         | 40                        | Pays de Montaigne et Gurson Vélines                                         | Bergerac                                         | Montaigne Montravel et Gurson          |
| 24190      | 24380             | Fouleix                                | 273                              | 10,94         | 25                        | Périgord Central Vergt                                                      | Périgueux                                        | Le Grand Périgueux                     |
| 24191      | 24130             | Fraisse                                | 173                              | 21,50         | 8                         | Pays de la Force La Force                                                   | Bergerac                                         | Bergeracoise                           |
| 24192      | 24210             | Gabillou                               | 97                               | 7,91          | 12                        | Le Haut-Périgord noir Thenon                                                | Sarlat-la-Canéda Périgueux                       | Terrassonnais Haut Périgord Noir       |
| 24193      | 24240             | Gageac-et-Rouillac                     | 441                              | 13,99         | 32                        | Sud-Bergeracois Sigoulès                                                    | Bergerac                                         | Bergeracoise                           |
| 24194      | 24680             | Gardonne                               | 1607                             | 8,26          | 195                       | Pays de la Force Sigoulès                                                   | Bergerac                                         | Bergeracoise                           |
| 24195      | 24540             | Gaugeac                                | 107                              | 10,17         | 11                        | Lalinde Monpazier                                                           | Bergerac                                         | Bastides Dordogne-Périgord             |
| 24196      | 24160             | Génis                                  | 508                              | 25,92         | 20                        | Isle-Loue-Auvézère Excideuil                                                | Nontron Périgueux                                | Isle-Loue-Auvézère en Périgord         |
| 24197      | 24130             | Ginestet                               | 758                              | 13,06         | 58                        | Pays de la Force La Force                                                   | Bergerac                                         | Bergeracoise                           |
| 24199      | 24320             | Gout-Rossignol                         | 362                              | 24,91         | 15                        | Ribérac Verteillac                                                          | Périgueux                                        | Périgord Ribéracois                    |
| 24200      | 24350             | Grand-Brassac                          | 538                              | 31,74         | 17                        | Brantôme en Périgord Montagrier                                             | Périgueux                                        | Périgord Ribéracois                    |
| 24202      | 24390             | Granges-d’Ans                          | 148                              | 11,81         | 13                        | Le Haut-Périgord noir Hautefort                                             | Sarlat-la-Canéda Périgueux                       | Terrassonnais Haut Périgord Noir       |
| 24205      | 24110             | Grignols                               | 668                              | 20,41         | 33                        | Saint-Astier                                                                | Périgueux                                        | Isle Vern Salembre en Périgord         |
| 24206      | 24170             | Grives                                 | 106                              | 8,12          | 13                        | Vallée Dordogne Belvès                                                      | Sarlat-la-Canéda                                 | Vallée de la Dordogne et Forêt Bessède |
| 24207      | 24250             | Groléjac                               | 675                              | 12,28         | 55                        | Vallée Dordogne Domme                                                       | Sarlat-la-Canéda                                 | Domme Villefranche-du-Périgord         |
| 24208      | 24380             | Grun-Bordas                            | 247                              | 12,28         | 20                        | Périgord Central Vergt                                                      | Périgueux                                        | Le Grand Périgueux                     |
| 24209      | 24300             | Hautefaye                              | 128                              | 12,47         | 10                        | Périgord Vert Nontronnais Nontron                                           | Nontron                                          | Périgord Nontronnais                   |
| 24210      | 24390             | Hautefort                              | 814                              | 25,68         | 32                        | Le Haut-Périgord noir Hautefort                                             | Sarlat-la-Canéda Périgueux                       | Terrassonnais Haut Périgord Noir       |
| 24211      | 24400             | Issac                                  | 437                              | 23,32         | 19                        | Périgord Central Villamblard                                                | Périgueux Bergerac                               | Isle et Crempse en Périgord            |
| 24212      | 24560             | Issigeac                               | 748                              | 9,16          | 82                        | Sud-Bergeracois Issigeac                                                    | Bergerac                                         | Portes Sud Périgord                    |
| 24213      | 24140             | Jaure                                  | 178                              | 7,54          | 24                        | Saint-Astier                                                                | Périgueux                                        | Isle Vern Salembre en Périgord         |
| 24214      | 24300             | Javerlhac-et-la-Chapelle-Saint-Robert  | 818                              | 29,25         | 28                        | Périgord Vert Nontronnais Nontron                                           | Nontron                                          | Périgord Nontronnais                   |
| 24215      | 24590             | Jayac                                  | 188                              | 17,77         | 11                        | Terrasson-Lavilledieu Salignac-Eyvigues                                     | Sarlat-la-Canéda                                 | Pays de Fénelon                        |
| 24217      | 24260             | Journiac                               | 481                              | 18,88         | 25                        | Vallée de l’Homme Le Bugue                                                  | Sarlat-la-Canéda                                 | Vallée de l’Homme                      |
| 24218      | 24630             | Jumilhac-le-Grand                      | 1140                             | 66,67         | 17                        | Thiviers Jumilhac-le-Grand                                                  | Nontron                                          | Périgord-Limousin                      |
| 24020      | 24210             | La Bachellerie                         | 895                              | 17,34         | 52                        | Le Haut-Périgord noir Terrasson-Lavilledieu                                 | Sarlat-la-Canéda                                 | Terrassonnais Haut Périgord Noir       |
| 24085      | 24120             | La Cassagne                            | 151                              | 14,85         | 10                        | Terrasson-Lavilledieu                                                       | Sarlat-la-Canéda                                 | Terrassonnais Haut Périgord Noir       |
| 24106      | 24290             | La Chapelle-Aubareil                   | 542                              | 19,85         | 27                        | Vallée de l’Homme Montignac                                                 | Sarlat-la-Canéda                                 | Vallée de l’Homme                      |
| 24107      | 24530             | La Chapelle-Faucher                    | 386                              | 18,40         | 21                        | Brantôme en Périgord Champagnac-de-Belair                                   | Nontron                                          | Dronne et Belle                        |
| 24108      | 24350             | La Chapelle-Gonaguet                   | 1058                             | 19,07         | 55                        | Saint-Astier                                                                | Périgueux                                        | Le Grand Périgueux                     |
| 24109      | 24320             | La Chapelle-Grésignac                  | 102                              | 6,95          | 15                        | Ribérac Verteillac                                                          | Périgueux                                        | Périgord Ribéracois                    |
| 24110      | 24320             | La Chapelle-Montabourlet               | 57                               | 5,77          | 10                        | Ribérac Verteillac                                                          | Périgueux                                        | Périgord Ribéracois                    |
| 24111      | 24300             | La Chapelle-Montmoreau                 | 75                               | 8,09          | 9                         | Brantôme en Périgord Champagnac-de-Belair                                   | Nontron                                          | Dronne et Belle                        |
| 24113      | 24390             | La Chapelle-Saint-Jean                 | 84                               | 3,70          | 23                        | Le Haut-Périgord noir Hautefort                                             | Sarlat-la-Canéda Périgueux                       | Terrassonnais Haut Périgord Noir       |
| 24133      | 24450             | La Coquille                            | 1259                             | 22,37         | 56                        | Thiviers Jumilhac-le-Grand                                                  | Nontron                                          | Périgord-Limousin                      |
| 24153      | 24120             | La Dornac                              | 404                              | 15,86         | 25                        | Terrasson-Lavilledieu                                                       | Sarlat-la-Canéda                                 | Terrassonnais Haut Périgord Noir       |
| 24156      | 24330             | La Douze                               | 1147                             | 23,05         | 50                        | Isle-Manoire Saint-Pierre-de-Chignac                                        | Périgueux                                        | Le Grand Périgueux                     |
| 24179      | 24120             | La Feuillade                           | 797                              | 3,97          | 201                       | Terrasson-Lavilledieu                                                       | Sarlat-la-Canéda                                 | Terrassonnais Haut Périgord Noir       |
| 24222      | 24130             | La Force                               | 2687                             | 15,60         | 172                       | Pays de la Force La Force                                                   | Bergerac                                         | Bergeracoise                           |
| 24216      | 24410             | La Jemaye-Ponteyraud                   | 148                              | 33,31         | 4                         | Ribérac                                                                     | Périgueux                                        | Périgord Ribéracois                    |
| 24353      | 24340             | La Rochebeaucourt-et-Argentine         | 331                              | 17,31         | 19                        | Brantôme en Périgord Mareuil                                                | Nontron                                          | Dronne et Belle                        |
| 24354      | 24490             | La Roche-Chalais                       | 3023                             | 89,40         | 34                        | Montpon-Ménestérol Saint-Aulaye                                             | Périgueux                                        | Pays de Saint-Aulaye                   |
| 24355      | 24250             | La Roque-Gageac                        | 439                              | 7,17          | 61                        | Sarlat-la-Canéda                                                            | Sarlat-la-Canéda                                 | Sarlat-Périgord Noir                   |
| 24554      | 24320             | La Tour-Blanche-Cercles                | 549                              | 23,18         | 24                        | Ribérac                                                                     | Périgueux                                        | Périgord Ribéracois                    |
| 24220      | 24380             | Lacropte                               | 691                              | 26,23         | 26                        | Périgord Central Vergt                                                      | Périgueux                                        | Le Grand Périgueux                     |
| 24223      | 24150             | Lalinde                                | 2936                             | 27,70         | 106                       | Lalinde                                                                     | Bergerac                                         | Bastides Dordogne-Périgord             |
| 24224      | 24520             | Lamonzie-Montastruc                    | 692                              | 20,66         | 33                        | Bergerac-2                                                                  | Bergerac                                         | Bergeracoise                           |
| 24225      | 24680             | Lamonzie-Saint-Martin                  | 2745                             | 20,64         | 133                       | Pays de la Force Sigoulès                                                   | Bergerac                                         | Bergeracoise                           |
| 24226      | 24230             | Lamothe-Montravel                      | 1430                             | 11,63         | 123                       | Pays de Montaigne et Gurson Vélines                                         | Bergerac                                         | Montaigne Montravel et Gurson          |
| 24227      | 24270             | Lanouaille                             | 938                              | 23,78         | 39                        | Isle-Loue-Auvézère Lanouaille                                               | Nontron                                          | Isle-Loue-Auvézère en Périgord         |
| 24228      | 24150             | Lanquais                               | 501                              | 14,48         | 35                        | Lalinde                                                                     | Bergerac                                         | Bastides Dordogne-Périgord             |
| 24230      | 24170             | Larzac                                 | 148                              | 6,78          | 22                        | Vallée Dordogne Belvès                                                      | Sarlat-la-Canéda                                 | Vallée de la Dordogne et Forêt Bessède |
| 24231      | 24540             | Lavalade                               | 105                              | 3,95          | 27                        | Lalinde Monpazier                                                           | Bergerac                                         | Bastides Dordogne-Périgord             |
| 24232      | 24550             | Lavaur                                 | 81                               | 9,00          | 9                         | Vallée Dordogne Villefranche-du-Périgord                                    | Sarlat-la-Canéda                                 | Domme Villefranche-du-Périgord         |
| 24056      | 24300             | Le Bourdeix                            | 240                              | 11,69         | 21                        | Périgord Vert Nontronnais Nontron                                           | Nontron                                          | Périgord Nontronnais                   |
| 24067      | 24260             | Le Bugue                               | 2638                             | 28,96         | 91                        | Vallée de l’Homme Le Bugue                                                  | Sarlat-la-Canéda                                 | Vallée de l’Homme                      |
| 24068      | 24480             | Le Buisson-de-Cadouin                  | 1954                             | 50,37         | 39                        | Lalinde Le Buisson-de-Cadouin                                               | Bergerac                                         | Bastides Dordogne-Périgord             |
| 24182      | 24130             | Le Fleix                               | 1498                             | 18,05         | 83                        | Pays de la Force La Force                                                   | Bergerac                                         | Bergeracoise                           |
| 24229      | 24570             | Le Lardin-Saint-Lazare                 | 1666                             | 10,85         | 154                       | Le Haut-Périgord noir Terrasson-Lavilledieu                                 | Sarlat-la-Canéda                                 | Terrassonnais Haut Périgord Noir       |
| 24329      | 24700             | Le Pizou                               | 1416                             | 17,02         | 83                        | Montpon-Ménestérol                                                          | Périgueux                                        | Isle Double Landais                    |
| 24236      | 24110             | Léguillac-de-l’Auche                   | 974                              | 14,31         | 68                        | Saint-Astier                                                                | Périgueux                                        | Isle Vern Salembre en Périgord         |
| 24237      | 24100             | Lembras                                | 1255                             | 10,59         | 119                       | Bergerac-2                                                                  | Bergerac                                         | Bergeracoise                           |
| 24238      | 24800             | Lempzours                              | 133                              | 10,87         | 12                        | Thiviers                                                                    | Nontron                                          | Périgord-Limousin                      |
| 24117      | 24120             | Les Coteaux Périgourdins               | 551                              | 19,47         | 28                        | Terrasson-Lavilledieu                                                       | Sarlat-la-Canéda                                 | Terrassonnais Haut Périgord Noir       |
| 24172      | 24260 24620       | Les Eyzies                             | 1133                             | 53,37         | 21                        | Vallée de l’Homme                                                           | Sarlat-la-Canéda                                 | Vallée de l’Homme                      |
| 24175      | 24290             | Les Farges                             | 308                              | 8,14          | 38                        | Vallée de l’Homme Montignac                                                 | Sarlat-la-Canéda                                 | Vallée de l’Homme                      |
| 24234      | 24400             | Les Lèches                             | 383                              | 21,58         | 18                        | Vallée de l’Isle La Force                                                   | Périgueux Bergerac                               | Isle et Crempse en Périgord            |
| 24240      | 24510             | Limeuil                                | 339                              | 10,57         | 32                        | Périgord Central Sainte-Alvère                                              | Sarlat-la-Canéda Bergerac                        | Vallée de l’Homme                      |
| 24241      | 24210             | Limeyrat                               | 430                              | 19,72         | 22                        | Le Haut-Périgord noir Thenon                                                | Sarlat-la-Canéda Périgueux                       | Terrassonnais Haut Périgord Noir       |
| 24242      | 24520             | Liorac-sur-Louyre                      | 260                              | 20,27         | 13                        | Lalinde                                                                     | Bergerac                                         | Bastides Dordogne-Périgord             |
| 24243      | 24350             | Lisle                                  | 873                              | 17,97         | 49                        | Brantôme en Périgord                                                        | Périgueux                                        | Périgord Ribéracois                    |
| 24244      | 24540             | Lolme                                  | 191                              | 6,92          | 28                        | Lalinde Monpazier                                                           | Bergerac                                         | Bastides Dordogne-Périgord             |
| 24245      | 24550             | Loubejac                               | 256                              | 18,55         | 14                        | Vallée Dordogne Villefranche-du-Périgord                                    | Sarlat-la-Canéda                                 | Domme Villefranche-du-Périgord         |
| 24246      | 24130             | Lunas                                  | 445                              | 16,87         | 26                        | Pays de la Force La Force                                                   | Bergerac                                         | Bergeracoise                           |
| 24247      | 24320             | Lusignac                               | 163                              | 7,88          | 21                        | Ribérac Verteillac                                                          | Périgueux                                        | Périgord Ribéracois                    |
| 24248      | 24300             | Lussas-et-Nontronneau                  | 285                              | 22,35         | 13                        | Périgord Vert Nontronnais Nontron                                           | Nontron                                          | Périgord Nontronnais                   |
| 24251      | 24110             | Manzac-sur-Vern                        | 541                              | 19,96         | 27                        | Saint-Astier                                                                | Périgueux                                        | Le Grand Périgueux                     |
| 24252      | 24200             | Marcillac-Saint-Quentin                | 839                              | 16,46         | 51                        | Sarlat-la-Canéda                                                            | Sarlat-la-Canéda                                 | Sarlat-Périgord Noir                   |
| 24253      | 24340             | Mareuil en Périgord                    | 2316                             | 150,48        | 15                        | Brantôme en Périgord                                                        | Nontron                                          | Dronne et Belle                        |
| 24254      | 24220             | Marnac                                 | 179                              | 7,92          | 23                        | Vallée Dordogne Saint-Cyprien                                               | Sarlat-la-Canéda                                 | Vallée de la Dordogne et Forêt Bessède |
| 24255      | 24620             | Marquay                                | 587                              | 24,27         | 24                        | Sarlat-la-Canéda                                                            | Sarlat-la-Canéda                                 | Sarlat-Périgord Noir                   |
| 24256      | 24430             | Marsac-sur-l’Isle                      | 3165                             | 10,05         | 315                       | Coulounieix-Chamiers Périgueux-Ouest                                        | Périgueux                                        | Le Grand Périgueux                     |
| 24257      | 24540             | Marsalès                               | 225                              | 9,43          | 24                        | Lalinde Monpazier                                                           | Bergerac                                         | Bastides Dordogne-Périgord             |
| 24260      | 24150             | Mauzac-et-Grand-Castang                | 876                              | 15,85         | 55                        | Lalinde                                                                     | Bergerac                                         | Bastides Dordogne-Périgord             |
| 24261      | 24260             | Mauzens-et-Miremont                    | 290                              | 20,57         | 14                        | Vallée de l’Homme Le Bugue                                                  | Sarlat-la-Canéda                                 | Vallée de l’Homme                      |
| 24262      | 24420             | Mayac                                  | 322                              | 11,28         | 29                        | Isle-Loue-Auvézère Savignac-les-Églises                                     | Nontron Périgueux                                | Isle-Loue-Auvézère en Périgord         |
| 24263      | 24550             | Mazeyrolles                            | 305                              | 29,65         | 10                        | Vallée Dordogne Villefranche-du-Périgord                                    | Sarlat-la-Canéda                                 | Domme Villefranche-du-Périgord         |
| 24264      | 24700             | Ménesplet                              | 1911                             | 18,91         | 101                       | Montpon-Ménestérol                                                          | Périgueux                                        | Isle Double Landais                    |
| 24266      | 24350             | Mensignac                              | 1520                             | 26,08         | 58                        | Saint-Astier                                                                | Périgueux                                        | Le Grand Périgueux                     |
| 24267      | 24240             | Mescoules                              | 178                              | 4,85          | 37                        | Sud-Bergeracois Sigoulès                                                    | Bergerac                                         | Bergeracoise                           |
| 24268      | 24220             | Meyrals                                | 710                              | 18,16         | 39                        | Vallée Dordogne Saint-Cyprien                                               | Sarlat-la-Canéda                                 | Vallée de la Dordogne et Forêt Bessède |
| 24269      | 24450             | Mialet                                 | 629                              | 37,30         | 17                        | Thiviers Saint-Pardoux-la-Rivière                                           | Nontron                                          | Périgord-Limousin                      |
| 24271      | 24470             | Milhac-de-Nontron                      | 512                              | 34,75         | 15                        | Périgord Vert Nontronnais Saint-Pardoux-la-Rivière                          | Nontron                                          | Périgord Nontronnais                   |
| 24272      | 24610             | Minzac                                 | 495                              | 15,91         | 31                        | Pays de Montaigne et Gurson Villefranche-de-Lonchat                         | Bergerac                                         | Montaigne Montravel et Gurson          |
| 24273      | 24480             | Molières                               | 352                              | 21,22         | 17                        | Lalinde Le Buisson-de-Cadouin                                               | Bergerac                                         | Bastides Dordogne-Périgord             |
| 24274      | 24240             | Monbazillac                            | 819                              | 19,58         | 42                        | Sud-Bergeracois Sigoulès                                                    | Bergerac                                         | Bergeracoise                           |
| 24276      | 24240             | Monestier                              | 396                              | 17,75         | 22                        | Sud-Bergeracois Sigoulès                                                    | Bergerac                                         | Bergeracoise                           |
| 24277      | 24130             | Monfaucon                              | 290                              | 24,74         | 12                        | Pays de la Force La Force                                                   | Bergerac                                         | Bergeracoise                           |
| 24278      | 24560             | Monmadalès                             | 80                               | 5,04          | 16                        | Sud-Bergeracois Issigeac Monpazier                                          | Bergerac                                         | Portes Sud Périgord                    |
| 24279      | 24560             | Monmarvès                              | 61                               | 5,62          | 11                        | Sud-Bergeracois Issigeac                                                    | Bergerac                                         | Portes Sud Périgord                    |
| 24280      | 24540             | Monpazier                              | 442                              | 0,53          | 834                       | Lalinde Monpazier                                                           | Bergerac                                         | Bastides Dordogne-Périgord             |
| 24293      | 24170             | Monplaisant                            | 268                              | 5,56          | 48                        | Vallée Dordogne Belvès                                                      | Sarlat-la-Canéda                                 | Vallée de la Dordogne et Forêt Bessède |
| 24281      | 24440             | Monsac                                 | 178                              | 10,74         | 17                        | Lalinde Beaumont-du-Périgord                                                | Bergerac                                         | Bastides Dordogne-Périgord             |
| 24282      | 24560             | Monsaguel                              | 135                              | 11,57         | 12                        | Sud-Bergeracois Issigeac                                                    | Bergerac                                         | Portes Sud Périgord                    |
| 24284      | 24210             | Montagnac-d’Auberoche                  | 137                              | 10,02         | 14                        | Le Haut-Périgord noir Thenon                                                | Sarlat-la-Canéda Périgueux                       | Terrassonnais Haut Périgord Noir       |
| 24285      | 24140             | Montagnac-la-Crempse                   | 391                              | 25,49         | 15                        | Périgord Central Villamblard                                                | Périgueux Bergerac                               | Isle et Crempse en Périgord            |
| 24286      | 24350             | Montagrier                             | 507                              | 14,04         | 36                        | Brantôme en Périgord Montagrier                                             | Périgueux                                        | Périgord Ribéracois                    |
| 24287      | 24560             | Montaut                                | 127                              | 16,16         | 8                         | Sud-Bergeracois Issigeac                                                    | Bergerac                                         | Portes Sud Périgord                    |
| 24288      | 24230             | Montazeau                              | 280                              | 13,78         | 20                        | Pays de Montaigne et Gurson Vélines                                         | Bergerac                                         | Montaigne Montravel et Gurson          |
| 24289      | 24230             | Montcaret                              | 1405                             | 17,07         | 82                        | Pays de Montaigne et Gurson Vélines                                         | Bergerac                                         | Montaigne Montravel et Gurson          |
| 24290      | 24440             | Montferrand-du-Périgord                | 155                              | 13,10         | 12                        | Lalinde Beaumont-du-Périgord                                                | Bergerac                                         | Bastides Dordogne-Périgord             |
| 24291      | 24290             | Montignac-Lascaux                      | 2760                             | 37,15         | 74                        | Vallée de l’Homme Montignac                                                 | Sarlat-la-Canéda                                 | Vallée de l’Homme                      |
| 24292      | 24610             | Montpeyroux                            | 502                              | 23,37         | 21                        | Pays de Montaigne et Gurson Villefranche-de-Lonchat                         | Bergerac                                         | Montaigne Montravel et Gurson          |
| 24294      | 24700             | Montpon-Ménestérol                     | 5845                             | 46,34         | 126                       | Montpon-Ménestérol                                                          | Périgueux                                        | Isle Double Landais                    |
| 24295      | 24110             | Montrem                                | 1203                             | 20,15         | 60                        | Saint-Astier                                                                | Périgueux                                        | Isle Vern Salembre en Périgord         |
| 24296      | 24520             | Mouleydier                             | 1155                             | 8,49          | 136                       | Bergerac-2                                                                  | Bergerac                                         | Bergeracoise                           |
| 24297      | 24700             | Moulin-Neuf                            | 973                              | 8,62          | 113                       | Montpon-Ménestérol Villefranche-de-Lonchat                                  | Périgueux Bergerac                               | Isle Double Landais                    |
| 24299      | 24400             | Mussidan                               | 2778                             | 3,85          | 722                       | Vallée de l’Isle Mussidan                                                   | Périgueux                                        | Isle et Crempse en Périgord            |
| 24300      | 24250             | Nabirat                                | 350                              | 16,25         | 22                        | Vallée Dordogne Domme                                                       | Sarlat-la-Canéda                                 | Domme Villefranche-du-Périgord         |
| 24301      | 24590             | Nadaillac                              | 376                              | 26,90         | 14                        | Terrasson-Lavilledieu Salignac-Eyvigues                                     | Sarlat-la-Canéda                                 | Pays de Fénelon                        |
| 24302      | 24390             | Nailhac                                | 292                              | 19,35         | 15                        | Le Haut-Périgord noir Hautefort                                             | Sarlat-la-Canéda Périgueux                       | Terrassonnais Haut Périgord Noir       |
| 24303      | 24320             | Nanteuil-Auriac-de-Bourzac             | 233                              | 20,92         | 11                        | Ribérac Verteillac                                                          | Périgueux                                        | Périgord Ribéracois                    |
| 24304      | 24800             | Nantheuil                              | 984                              | 16,82         | 59                        | Thiviers                                                                    | Nontron                                          | Périgord-Limousin                      |
| 24305      | 24800             | Nanthiat                               | 239                              | 11,12         | 21                        | Thiviers Lanouaille                                                         | Nontron                                          | Périgord-Limousin                      |
| 24306      | 24230             | Nastringues                            | 135                              | 6,22          | 22                        | Pays de Montaigne et Gurson Vélines                                         | Bergerac                                         | Montaigne Montravel et Gurson          |
| 24307      | 24440             | Naussannes                             | 236                              | 14,82         | 16                        | Lalinde Beaumont-du-Périgord                                                | Bergerac                                         | Bastides Dordogne-Périgord             |
| 24308      | 24460             | Négrondes                              | 782                              | 20,15         | 39                        | Thiviers Savignac-les-Églises                                               | Nontron Périgueux                                | Périgord-Limousin                      |
| 24309      | 24190             | Neuvic                                 | 3663                             | 25,82         | 142                       | Vallée de l’Isle Neuvic                                                     | Périgueux                                        | Isle Vern Salembre en Périgord         |
| 24311      | 24300             | Nontron                                | 3049                             | 24,67         | 124                       | Périgord Vert Nontronnais Nontron                                           | Nontron                                          | Périgord Nontronnais                   |
| 24313      | 24170             | Orliac                                 | 45                               | 10,54         | 4                         | Vallée Dordogne Villefranche-du-Périgord                                    | Sarlat-la-Canéda                                 | Domme Villefranche-du-Périgord         |
| 24316      | 24410             | Parcoul-Chenaud                        | 809                              | 26,75         | 30                        | Montpon-Ménestérol                                                          | Périgueux                                        | Pays de Saint-Aulaye                   |
| 24317      | 24590             | Paulin                                 | 245                              | 11,43         | 21                        | Terrasson-Lavilledieu Salignac-Eyvigues                                     | Sarlat-la-Canéda                                 | Pays de Fénelon                        |
| 24318      | 24510             | Paunat                                 | 318                              | 18,28         | 17                        | Périgord Central Sainte-Alvère                                              | Périgueux Bergerac                               | Le Grand Périgueux                     |
| 24319      | 24310             | Paussac-et-Saint-Vivien                | 455                              | 22,17         | 21                        | Brantôme en Périgord Montagrier                                             | Périgueux                                        | Périgord Ribéracois                    |
| 24035      | 24170             | Pays de Belvès                         | 1310                             | 30,72         | 43                        | Vallée Dordogne                                                             | Sarlat-la-Canéda                                 | Vallée de la Dordogne et Forêt Bessède |
| 24320      | 24270             | Payzac                                 | 977                              | 47,72         | 20                        | Isle-Loue-Auvézère Lanouaille                                               | Nontron                                          | Isle-Loue-Auvézère en Périgord         |
| 24321      | 24120             | Pazayac                                | 803                              | 6,84          | 117                       | Terrasson-Lavilledieu                                                       | Sarlat-la-Canéda                                 | Terrassonnais Haut Périgord Noir       |
| 24322      | 24000             | Périgueux                              | 29.876                           | 9,82          | 3042                      | Périgueux-1 Périgueux-2 Périgueux-Centre Périgueux-Nord-Est Périgueux-Ouest | Périgueux                                        | Le Grand Périgueux                     |
| 24323      | 24600             | Petit-Bersac                           | 187                              | 10,83         | 17                        | Ribérac                                                                     | Périgueux                                        | Périgord Ribéracois                    |
| 24324      | 24210             | Peyrignac                              | 594                              | 6,30          | 94                        | Le Haut-Périgord noir Terrasson-Lavilledieu                                 | Sarlat-la-Canéda                                 | Terrassonnais Haut Périgord Noir       |
| 24325      | 24370             | Peyrillac-et-Millac                    | 784                              | 19,69         | 40                        | Terrasson-Lavilledieu Carlux                                                | Sarlat-la-Canéda                                 | Pays de Fénelon                        |
| 24326      | 24620             | Peyzac-le-Moustier                     | 198                              | 10,10         | 20                        | Vallée de l’Homme Montignac                                                 | Sarlat-la-Canéda                                 | Vallée de l’Homme                      |
| 24327      | 24510             | Pezuls                                 | 118                              | 10,38         | 11                        | Lalinde Sainte-Alvère                                                       | Bergerac                                         | Bastides Dordogne-Périgord             |
| 24328      | 24360             | Piégut-Pluviers                        | 1178                             | 18,11         | 65                        | Périgord Vert Nontronnais Bussière-Badil                                    | Nontron                                          | Périgord Nontronnais                   |
| 24168      | 24560             | Plaisance                              | 410                              | 24,75         | 17                        | Sud-Bergeracois Issigeac                                                    | Bergerac                                         | Portes Sud Périgord                    |
| 24330      | 24580             | Plazac                                 | 710                              | 33,77         | 21                        | Vallée de l’Homme Montignac                                                 | Sarlat-la-Canéda                                 | Vallée de l’Homme                      |
| 24331      | 24240             | Pomport                                | 738                              | 19,55         | 38                        | Sud-Bergeracois Sigoulès                                                    | Bergerac                                         | Bergeracoise                           |
| 24334      | 24150             | Pontours                               | 208                              | 6,69          | 31                        | Lalinde Le Buisson-de-Cadouin                                               | Bergerac                                         | Bastides Dordogne-Périgord             |
| 24335      | 33220             | Port-Sainte-Foy-et-Ponchapt            | 2515                             | 18,32         | 137                       | Pays de Montaigne et Gurson Vélines                                         | Bergerac                                         | Pays Foyen                             |
| 24336      | 24370             | Prats-de-Carlux                        | 487                              | 13,00         | 37                        | Terrasson-Lavilledieu Carlux                                                | Sarlat-la-Canéda                                 | Pays de Fénelon                        |
| 24337      | 24550             | Prats-du-Périgord                      | 144                              | 10,99         | 13                        | Vallée Dordogne Villefranche-du-Périgord                                    | Sarlat-la-Canéda                                 | Domme Villefranche-du-Périgord         |
| 24338      | 24150             | Pressignac-Vicq                        | 454                              | 17,06         | 27                        | Lalinde                                                                     | Bergerac                                         | Bastides Dordogne-Périgord             |
| 24339      | 24160             | Preyssac-d’Excideuil                   | 147                              | 3,38          | 43                        | Isle-Loue-Auvézère Excideuil                                                | Nontron Périgueux                                | Isle-Loue-Auvézère en Périgord         |
| 24340      | 24130             | Prigonrieux                            | 4362                             | 26,12         | 167                       | Pays de la Force La Force                                                   | Bergerac                                         | Bergeracoise                           |
| 24341      | 24200             | Proissans                              | 1086                             | 17,56         | 62                        | Sarlat-la-Canéda                                                            | Sarlat-la-Canéda                                 | Sarlat-Périgord Noir                   |
| 24345      | 24140             | Queyssac                               | 530                              | 12,35         | 43                        | Bergerac-2                                                                  | Bergerac                                         | Bergeracoise                           |
| 24346      | 24530             | Quinsac                                | 384                              | 17,37         | 22                        | Brantôme en Périgord Champagnac-de-Belair                                   | Nontron                                          | Dronne et Belle                        |
| 24347      | 24440             | Rampieux                               | 139                              | 11,82         | 12                        | Lalinde Beaumont-du-Périgord                                                | Bergerac                                         | Bastides Dordogne-Périgord             |
| 24348      | 24500             | Razac-d’Eymet                          | 321                              | 12,28         | 26                        | Sud-Bergeracois Eymet                                                       | Bergerac                                         | Portes Sud Périgord                    |
| 24349      | 24240             | Razac-de-Saussignac                    | 339                              | 11,58         | 29                        | Sud-Bergeracois Sigoulès                                                    | Bergerac                                         | Bergeracoise                           |
| 24350      | 24430             | Razac-sur-l’Isle                       | 2367                             | 14,24         | 166                       | Coulounieix-Chamiers Saint-Astier                                           | Périgueux                                        | Le Grand Périgueux                     |
| 24351      | 24240             | Ribagnac                               | 334                              | 11,81         | 28                        | Sud-Bergeracois Sigoulès                                                    | Bergerac                                         | Bergeracoise                           |
| 24352      | 24600             | Ribérac                                | 3770                             | 22,79         | 165                       | Ribérac                                                                     | Périgueux                                        | Périgord Ribéracois                    |
| 24357      | 24240             | Rouffignac-de-Sigoulès                 | 321                              | 6,52          | 49                        | Sud-Bergeracois Sigoulès                                                    | Bergerac                                         | Bergeracoise                           |
| 24356      | 24580             | Rouffignac-Saint-Cernin-de-Reilhac     | 1662                             | 59,90         | 28                        | Vallée de l’Homme Montignac                                                 | Sarlat-la-Canéda                                 | Vallée de l’Homme                      |
| 24221      | 24340             | Rudeau-Ladosse                         | 154                              | 13,74         | 11                        | Brantôme en Périgord Mareuil                                                | Nontron                                          | Dronne et Belle                        |
| 24359      | 24500             | Sadillac                               | 102                              | 5,63          | 18                        | Sud-Bergeracois Eymet                                                       | Bergerac                                         | Portes Sud Périgord                    |
| 24360      | 24170             | Sagelat                                | 317                              | 7,57          | 42                        | Vallée Dordogne Belvès                                                      | Sarlat-la-Canéda                                 | Vallée de la Dordogne et Forêt Bessède |
| 24376      | 24410             | Saint Aulaye-Puymangou                 | 1432                             | 46,00         | 31                        | Montpon-Ménestérol                                                          | Périgueux                                        | Pays de Saint-Aulaye                   |
| 24361      | 24520             | Saint-Agne                             | 443                              | 5,87          | 75                        | Lalinde                                                                     | Bergerac                                         | Bastides Dordogne-Périgord             |
| 24365      | 24380             | Saint-Amand-de-Vergt                   | 245                              | 12,66         | 19                        | Périgord Central Vergt                                                      | Périgueux                                        | Le Grand Périgueux                     |
| 24366      | 24200             | Saint-André-d’Allas                    | 885                              | 28,77         | 31                        | Sarlat-la-Canéda                                                            | Sarlat-la-Canéda                                 | Sarlat-Périgord Noir                   |
| 24367      | 24190             | Saint-André-de-Double                  | 168                              | 27,61         | 6                         | Ribérac Neuvic                                                              | Périgueux                                        | Périgord Ribéracois                    |
| 24370      | 24230             | Saint-Antoine-de-Breuilh               | 1784                             | 17,82         | 100                       | Pays de Montaigne et Gurson Vélines                                         | Bergerac                                         | Montaigne Montravel et Gurson          |
| 24371      | 24110             | Saint-Aquilin                          | 463                              | 22,35         | 21                        | Vallée de l’Isle Neuvic (Dordogne)                                          | Périgueux                                        | Isle Vern Salembre en Périgord         |
| 24372      | 24110             | Saint-Astier                           | 5309                             | 34,25         | 155                       | Saint-Astier                                                                | Périgueux                                        | Isle Vern Salembre en Périgord         |
| 24373      | 24500             | Saint-Aubin-de-Cadelech                | 347                              | 13,66         | 25                        | Sud-Bergeracois Eymet                                                       | Bergerac                                         | Portes Sud Périgord                    |
| 24374      | 24560             | Saint-Aubin-de-Lanquais                | 357                              | 9,27          | 39                        | Sud-Bergeracois Issigeac                                                    | Bergerac                                         | Portes Sud Périgord                    |
| 24375      | 24250             | Saint-Aubin-de-Nabirat                 | 157                              | 6,49          | 24                        | Vallée Dordogne Domme                                                       | Sarlat-la-Canéda                                 | Domme Villefranche-du-Périgord         |
| 24377      | 24260             | Saint-Avit-de-Vialard                  | 151                              | 8,45          | 18                        | Vallée de l’Homme Le Bugue                                                  | Sarlat-la-Canéda                                 | Vallée de l’Homme                      |
| 24378      | 24540             | Saint-Avit-Rivière                     | 89                               | 14,00         | 6                         | Lalinde Monpazier                                                           | Bergerac                                         | Bastides Dordogne-Périgord             |
| 24379      | 24440             | Saint-Avit-Sénieur                     | 416                              | 23,40         | 18                        | Lalinde Beaumont-du-Périgord                                                | Bergerac                                         | Bastides Dordogne-Périgord             |
| 24380      | 24700             | Saint-Barthélemy-de-Bellegarde         | 506                              | 33,12         | 15                        | Montpon-Ménestérol                                                          | Périgueux                                        | Isle Double Landais                    |
| 24381      | 24360             | Saint-Barthélemy-de-Bussière           | 215                              | 15,01         | 14                        | Périgord Vert Nontronnais Bussière-Badil                                    | Nontron                                          | Périgord Nontronnais                   |
| 24383      | 24500             | Saint-Capraise-d’Eymet                 | 172                              | 11,18         | 15                        | Sud-Bergeracois Eymet                                                       | Bergerac                                         | Portes Sud Périgord                    |
| 24382      | 24150             | Saint-Capraise-de-Lalinde              | 526                              | 3,83          | 137                       | Lalinde                                                                     | Bergerac                                         | Bastides Dordogne-Périgord             |
| 24384      | 24540             | Saint-Cassien                          | 32                               | 4,72          | 7                         | Lalinde Monpazier                                                           | Bergerac                                         | Bastides Dordogne-Périgord             |
| 24385      | 24560             | Saint-Cernin-de-Labarde                | 226                              | 11,39         | 20                        | Sud-Bergeracois Issigeac                                                    | Bergerac                                         | Portes Sud Périgord                    |
| 24386      | 24550             | Saint-Cernin-de-l’Herm                 | 195                              | 16,25         | 12                        | Vallée Dordogne Villefranche-du-Périgord                                    | Sarlat-la-Canéda                                 | Domme Villefranche-du-Périgord         |
| 24388      | 24260             | Saint-Chamassy                         | 496                              | 15,60         | 32                        | Vallée de l’Homme Saint-Cyprien                                             | Sarlat-la-Canéda                                 | Vallée de l’Homme                      |
| 24390      | 24330             | Saint-Crépin-d’Auberoche               | 336                              | 9,56          | 35                        | Isle-Manoire Saint-Pierre-de-Chignac                                        | Périgueux                                        | Le Grand Périgueux                     |
| 24392      | 24590             | Saint-Crépin-et-Carlucet               | 532                              | 18,51         | 29                        | Terrasson-Lavilledieu Salignac-Eyvigues                                     | Sarlat-la-Canéda                                 | Pays de Fénelon                        |
| 24395      | 24250             | Saint-Cybranet                         | 373                              | 10,33         | 36                        | Vallée Dordogne Domme                                                       | Sarlat-la-Canéda                                 | Domme Villefranche-du-Périgord         |
| 24396      | 24220             | Saint-Cyprien                          | 1566                             | 21,50         | 73                        | Vallée Dordogne Saint-Cyprien                                               | Sarlat-la-Canéda                                 | Vallée de la Dordogne et Forêt Bessède |
| 24397      | 24270             | Saint-Cyr-les-Champagnes               | 302                              | 15,81         | 19                        | Isle-Loue-Auvézère Lanouaille                                               | Nontron                                          | Isle-Loue-Auvézère en Périgord         |
| 24393      | 24440             | Sainte-Croix                           | 85                               | 12,87         | 7                         | Lalinde Beaumont-du-Périgord                                                | Bergerac                                         | Bastides Dordogne-Périgord             |
| 24394      | 24340             | Sainte-Croix-de-Mareuil                | 144                              | 11,93         | 12                        | Brantôme en Périgord Mareuil                                                | Nontron                                          | Dronne et Belle                        |
| 24401      | 24640             | Sainte-Eulalie-d’Ans                   | 296                              | 11,83         | 25                        | Le Haut-Périgord noir Hautefort                                             | Sarlat-la-Canéda Périgueux                       | Terrassonnais Haut Périgord Noir       |
| 24406      | 24170             | Sainte-Foy-de-Belvès                   | 141                              | 7,41          | 19                        | Vallée Dordogne Belvès                                                      | Sarlat-la-Canéda                                 | Vallée de la Dordogne et Forêt Bessède |
| 24407      | 24510             | Sainte-Foy-de-Longas                   | 244                              | 16,18         | 15                        | Lalinde Sainte-Alvère                                                       | Bergerac                                         | Bastides Dordogne-Périgord             |
| 24470      | 24370             | Sainte-Mondane                         | 301                              | 9,63          | 31                        | Terrasson-Lavilledieu Carlux                                                | Sarlat-la-Canéda                                 | Pays de Fénelon                        |
| 24471      | 24200             | Sainte-Nathalène                       | 648                              | 13,57         | 48                        | Sarlat-la-Canéda                                                            | Sarlat-la-Canéda                                 | Sarlat-Périgord Noir                   |
| 24473      | 24210             | Sainte-Orse                            | 349                              | 23,54         | 15                        | Le Haut-Périgord noir Thenon                                                | Sarlat-la-Canéda Périgueux                       | Terrassonnais Haut Périgord Noir       |
| 24492      | 24560             | Sainte-Radegonde                       | 76                               | 4,81          | 16                        | Sud-Bergeracois Issigeac                                                    | Bergerac                                         | Portes Sud Périgord                    |
| 24398      | 24360             | Saint-Estèphe                          | 584                              | 21,37         | 27                        | Périgord Vert Nontronnais Nontron                                           | Nontron                                          | Périgord Nontronnais                   |
| 24399      | 24400             | Saint-Étienne-de-Puycorbier            | 109                              | 13,54         | 8                         | Vallée de l’Isle Mussidan                                                   | Périgueux                                        | Isle et Crempse en Périgord            |
| 24507      | 24160             | Sainte-Trie                            | 113                              | 10,91         | 10                        | Le Haut-Périgord noir Excideuil                                             | Sarlat-la-Canéda Périgueux                       | Terrassonnais Haut Périgord Noir       |
| 24403      | 24340             | Saint-Félix-de-Bourdeilles             | 70                               | 6,06          | 12                        | Brantôme en Périgord Mareuil                                                | Nontron                                          | Dronne et Belle                        |
| 24404      | 24260             | Saint-Félix-de-Reillac-et-Mortemart    | 178                              | 20,31         | 9                         | Vallée de l’Homme Le Bugue                                                  | Sarlat-la-Canéda                                 | Vallée de l’Homme                      |
| 24405      | 24510             | Saint-Félix-de-Villadeix               | 319                              | 16,88         | 19                        | Lalinde                                                                     | Bergerac                                         | Bastides Dordogne-Périgord             |
| 24408      | 24460             | Saint-Front-d’Alemps                   | 252                              | 19,02         | 13                        | Thiviers Brantôme en Périgord                                               | Nontron Périgueux                                | Périgord-Limousin                      |
| 24409      | 24400             | Saint-Front-de-Pradoux                 | 1157                             | 9,01          | 128                       | Vallée de l’Isle Mussidan                                                   | Périgueux                                        | Isle et Crempse en Périgord            |
| 24410      | 24300             | Saint-Front-la-Rivière                 | 497                              | 17,89         | 28                        | Périgord Vert Nontronnais Saint-Pardoux-la-Rivière                          | Nontron                                          | Périgord Nontronnais                   |
| 24411      | 24300             | Saint-Front-sur-Nizonne                | 166                              | 13,05         | 13                        | Périgord Vert Nontronnais Nontron                                           | Nontron                                          | Périgord Nontronnais                   |
| 24412      | 24590             | Saint-Geniès                           | 893                              | 33,59         | 27                        | Terrasson-Lavilledieu Salignac-Eyvigues                                     | Sarlat-la-Canéda                                 | Pays de Fénelon                        |
| 24413      | 24130             | Saint-Georges-Blancaneix               | 280                              | 13,62         | 21                        | Pays de la Force La Force                                                   | Bergerac                                         | Bergeracoise                           |
| 24414      | 24140             | Saint-Georges-de-Montclard             | 279                              | 13,68         | 20                        | Périgord Central Villamblard                                                | Périgueux Bergerac                               | Isle et Crempse en Périgord            |
| 24415      | 24700             | Saint-Géraud-de-Corps                  | 207                              | 14,95         | 14                        | Pays de Montaigne et Gurson Villefranche-de-Lonchat                         | Bergerac                                         | Montaigne Montravel et Gurson          |
| 24416      | 24170             | Saint-Germain-de-Belvès                | 176                              | 7,19          | 24                        | Vallée Dordogne Belvès                                                      | Sarlat-la-Canéda                                 | Vallée de la Dordogne et Forêt Bessède |
| 24417      | 24160             | Saint-Germain-des-Prés                 | 482                              | 19,01         | 25                        | Isle-Loue-Auvézère Excideuil                                                | Nontron Périgueux                                | Isle-Loue-Auvézère en Périgord         |
| 24418      | 24190             | Saint-Germain-du-Salembre              | 906                              | 19,55         | 46                        | Vallée de l’Isle Neuvic                                                     | Périgueux                                        | Isle Vern Salembre en Périgord         |
| 24419      | 24520             | Saint-Germain-et-Mons                  | 893                              | 14,13         | 63                        | Bergerac-2                                                                  | Bergerac                                         | Bergeracoise                           |
| 24420      | 24400             | Saint-Géry                             | 243                              | 18,71         | 13                        | Pays de la Force La Force                                                   | Bergerac                                         | Bergeracoise                           |
| 24421      | 24330             | Saint-Geyrac                           | 192                              | 17,10         | 11                        | Isle-Manoire Saint-Pierre-de-Chignac                                        | Périgueux                                        | Le Grand Périgueux                     |
| 24422      | 24140             | Saint-Hilaire-d’Estissac               | 126                              | 6,14          | 21                        | Périgord Central Villamblard                                                | Périgueux Bergerac                               | Isle et Crempse en Périgord            |
| 24424      | 24190             | Saint-Jean-d’Ataux                     | 132                              | 12,11         | 11                        | Vallée de l’Isle Neuvic                                                     | Périgueux                                        | Isle Vern Salembre en Périgord         |
| 24426      | 24140             | Saint-Jean-d’Estissac                  | 158                              | 12,86         | 12                        | Périgord Central Villamblard                                                | Périgueux Bergerac                               | Isle et Crempse en Périgord            |
| 24425      | 24800             | Saint-Jean-de-Côle                     | 365                              | 12,70         | 29                        | Thiviers                                                                    | Nontron                                          | Périgord-Limousin                      |
| 24428      | 24800             | Saint-Jory-de-Chalais                  | 543                              | 31,73         | 17                        | Thiviers Jumilhac-le-Grand                                                  | Nontron                                          | Périgord-Limousin                      |
| 24429      | 24160             | Saint-Jory-las-Bloux                   | 239                              | 16,94         | 14                        | Isle-Loue-Auvézère Excideuil                                                | Nontron Périgueux                                | Isle-Loue-Auvézère en Périgord         |
| 24432      | 24370             | Saint-Julien-de-Lampon                 | 657                              | 13,24         | 50                        | Terrasson-Lavilledieu Carlux                                                | Sarlat-la-Canéda                                 | Pays de Fénelon                        |
| 24423      | 24500             | Saint-Julien-Innocence-Eulalie         | 311                              | 19,73         | 16                        | Sud-Bergeracois                                                             | Bergerac                                         | Portes Sud Périgord                    |
| 24434      | 24320             | Saint-Just                             | 145                              | 11,20         | 13                        | Brantôme en Périgord Montagrier                                             | Périgueux                                        | Périgord Ribéracois                    |
| 24436      | 24400             | Saint-Laurent-des-Hommes               | 1022                             | 31,94         | 32                        | Vallée de l’Isle Mussidan                                                   | Périgueux                                        | Isle et Crempse en Périgord            |
| 24437      | 24100             | Saint-Laurent-des-Vignes               | 1028                             | 8,08          | 127                       | Pays de la Force Bergerac-2                                                 | Bergerac                                         | Bergeracoise                           |
| 24438      | 24170             | Saint-Laurent-la-Vallée                | 235                              | 15,07         | 16                        | Vallée Dordogne Domme                                                       | Sarlat-la-Canéda                                 | Domme Villefranche-du-Périgord         |
| 24441      | 24560             | Saint-Léon-d’Issigeac                  | 146                              | 5,68          | 26                        | Sud-Bergeracois Issigeac                                                    | Bergerac                                         | Portes Sud Périgord                    |
| 24442      | 24110             | Saint-Léon-sur-l’Isle                  | 2072                             | 14,78         | 140                       | Saint-Astier                                                                | Périgueux                                        | Isle Vern Salembre en Périgord         |
| 24443      | 24290             | Saint-Léon-sur-Vézère                  | 430                              | 13,76         | 31                        | Vallée de l’Homme Montignac                                                 | Sarlat-la-Canéda                                 | Vallée de l’Homme                      |
| 24444      | 24400             | Saint-Louis-en-l’Isle                  | 311                              | 2,82          | 110                       | Vallée de l’Isle Mussidan                                                   | Périgueux                                        | Isle et Crempse en Périgord            |
| 24459      | 24380             | Saint-Maime-de-Péreyrol                | 287                              | 10,75         | 27                        | Périgord Central Vergt                                                      | Périgueux                                        | Le Grand Périgueux                     |
| 24445      | 24510             | Saint-Marcel-du-Périgord               | 138                              | 11,46         | 12                        | Lalinde                                                                     | Bergerac                                         | Bastides Dordogne-Périgord             |
| 24446      | 24540             | Saint-Marcory                          | 54                               | 4,76          | 11                        | Lalinde Monpazier                                                           | Bergerac                                         | Bastides Dordogne-Périgord             |
| 24448      | 24160             | Saint-Martial-d’Albarède               | 485                              | 10,28         | 47                        | Isle-Loue-Auvézère Excideuil                                                | Nontron Périgueux                                | Isle-Loue-Auvézère en Périgord         |
| 24449      | 24700             | Saint-Martial-d’Artenset               | 944                              | 32,14         | 29                        | Montpon-Ménestérol                                                          | Périgueux                                        | Isle Double Landais                    |
| 24450      | 24250             | Saint-Martial-de-Nabirat               | 578                              | 15,57         | 37                        | Vallée Dordogne Domme                                                       | Sarlat-la-Canéda                                 | Domme Villefranche-du-Périgord         |
| 24451      | 24300             | Saint-Martial-de-Valette               | 801                              | 15,71         | 51                        | Périgord Vert Nontronnais Nontron                                           | Nontron                                          | Périgord Nontronnais                   |
| 24452      | 24320             | Saint-Martial-Viveyrol                 | 184                              | 12,63         | 15                        | Ribérac Verteillac                                                          | Périgueux                                        | Périgord Ribéracois                    |
| 24453      | 24800             | Saint-Martin-de-Fressengeas            | 362                              | 20,84         | 17                        | Thiviers                                                                    | Nontron                                          | Périgord-Limousin                      |
| 24454      | 24610             | Saint-Martin-de-Gurson                 | 637                              | 24,58         | 26                        | Pays de Montaigne et Gurson Villefranche-de-Lonchat                         | Bergerac                                         | Montaigne Montravel et Gurson          |
| 24455      | 24600             | Saint-Martin-de-Ribérac                | 728                              | 16,38         | 44                        | Ribérac                                                                     | Périgueux                                        | Périgord Ribéracois                    |
| 24456      | 24140             | Saint-Martin-des-Combes                | 203                              | 13,99         | 15                        | Périgord Central Villamblard                                                | Périgueux Bergerac                               | Isle et Crempse en Périgord            |
| 24457      | 24400             | Saint-Martin-l’Astier                  | 140                              | 9,40          | 15                        | Vallée de l’Isle Mussidan                                                   | Périgueux                                        | Isle et Crempse en Périgord            |
| 24458      | 24300             | Saint-Martin-le-Pin                    | 273                              | 15,54         | 18                        | Périgord Vert Nontronnais Nontron                                           | Nontron                                          | Périgord Nontronnais                   |
| 24460      | 24600             | Saint-Méard-de-Drône                   | 489                              | 8,95          | 55                        | Ribérac                                                                     | Périgueux                                        | Périgord Ribéracois                    |
| 24461      | 24610             | Saint-Méard-de-Gurçon                  | 801                              | 28,38         | 28                        | Pays de Montaigne et Gurson Villefranche-de-Lonchat                         | Bergerac                                         | Montaigne Montravel et Gurson          |
| 24463      | 24160             | Saint-Médard-d’Excideuil               | 545                              | 18,35         | 30                        | Isle-Loue-Auvézère Excideuil                                                | Nontron Périgueux                                | Isle-Loue-Auvézère en Périgord         |
| 24462      | 24400             | Saint-Médard-de-Mussidan               | 1619                             | 24,45         | 66                        | Vallée de l’Isle Mussidan                                                   | Périgueux                                        | Isle et Crempse en Périgord            |
| 24464      | 24270             | Saint-Mesmin                           | 334                              | 29,58         | 11                        | Isle-Loue-Auvézère Excideuil                                                | Nontron Périgueux                                | Isle-Loue-Auvézère en Périgord         |
| 24465      | 24400             | Saint-Michel-de-Double                 | 228                              | 29,48         | 8                         | Vallée de l’Isle Mussidan                                                   | Périgueux                                        | Isle et Crempse en Périgord            |
| 24466      | 24230             | Saint-Michel-de-Montaigne              | 323                              | 9,10          | 35                        | Pays de Montaigne et Gurson Vélines                                         | Bergerac                                         | Castillon-Pujols                       |
| 24468      | 24380             | Saint-Michel-de-Villadeix              | 299                              | 14,17         | 21                        | Périgord Central Vergt                                                      | Périgueux                                        | Le Grand Périgueux                     |
| 24472      | 24520             | Saint-Nexans                           | 1013                             | 12,38         | 82                        | Bergerac-2                                                                  | Bergerac                                         | Bergeracoise                           |
| 24474      | 24530             | Saint-Pancrace                         | 150                              | 6,69          | 22                        | Brantôme en Périgord Champagnac-de-Belair                                   | Nontron                                          | Dronne et Belle                        |
| 24476      | 24160             | Saint-Pantaly-d’Excideuil              | 160                              | 8,46          | 19                        | Isle-Loue-Auvézère Excideuil                                                | Nontron Périgueux                                | Isle-Loue-Auvézère en Périgord         |
| 24477      | 24600             | Saint-Pardoux-de-Drône                 | 191                              | 8,69          | 22                        | Ribérac                                                                     | Périgueux                                        | Périgord Ribéracois                    |
| 24478      | 24170             | Saint-Pardoux-et-Vielvic               | 187                              | 14,23         | 13                        | Vallée Dordogne Belvès                                                      | Sarlat-la-Canéda                                 | Vallée de la Dordogne et Forêt Bessède |
| 24479      | 24470             | Saint-Pardoux-la-Rivière               | 1170                             | 23,84         | 49                        | Périgord Vert Nontronnais Saint-Pardoux-la-Rivière                          | Nontron                                          | Périgord Nontronnais                   |
| 24480      | 24380             | Saint-Paul-de-Serre                    | 333                              | 10,44         | 32                        | Périgord Central Vergt                                                      | Périgueux                                        | Le Grand Périgueux                     |
| 24481      | 24800             | Saint-Paul-la-Roche                    | 533                              | 39,22         | 14                        | Thiviers Jumilhac-le-Grand                                                  | Nontron                                          | Périgord-Limousin                      |
| 24482      | 24320             | Saint-Paul-Lizonne                     | 277                              | 9,28          | 30                        | Ribérac Verteillac                                                          | Périgueux                                        | Périgord Ribéracois                    |
| 24483      | 24560             | Saint-Perdoux                          | 142                              | 7,43          | 19                        | Sud-Bergeracois Issigeac                                                    | Bergerac                                         | Portes Sud Périgord                    |
| 24487      | 24130             | Saint-Pierre-d’Eyraud                  | 1801                             | 26,16         | 69                        | Pays de la Force La Force                                                   | Bergerac                                         | Bergeracoise                           |
| 24484      | 24330             | Saint-Pierre-de-Chignac                | 944                              | 15,70         | 60                        | Isle-Manoire Saint-Pierre-de-Chignac                                        | Périgueux                                        | Le Grand Périgueux                     |
| 24485      | 24800             | Saint-Pierre-de-Côle                   | 428                              | 19,85         | 22                        | Thiviers                                                                    | Nontron                                          | Périgord-Limousin                      |
| 24486      | 24450             | Saint-Pierre-de-Frugie                 | 482                              | 21,74         | 22                        | Thiviers Jumilhac-le-Grand                                                  | Nontron                                          | Périgord-Limousin                      |
| 24488      | 24170             | Saint-Pompont                          | 363                              | 27,40         | 13                        | Vallée Dordogne Domme                                                       | Sarlat-la-Canéda                                 | Domme Villefranche-du-Périgord         |
| 24489      | 24450             | Saint-Priest-les-Fougères              | 376                              | 20,86         | 18                        | Thiviers Jumilhac-le-Grand                                                  | Nontron                                          | Périgord-Limousin                      |
| 24490      | 24410             | Saint Privat en Périgord               | 1127                             | 44,04         | 26                        | Montpon-Ménestérol                                                          | Périgueux                                        | Pays de Saint-Aulaye                   |
| 24491      | 24210             | Saint-Rabier                           | 560                              | 15,87         | 35                        | Le Haut-Périgord noir Terrasson-Lavilledieu                                 | Sarlat-la-Canéda                                 | Terrassonnais Haut Périgord Noir       |
| 24493      | 24160             | Saint-Raphaël                          | 94                               | 7,13          | 13                        | Isle-Loue-Auvézère Excideuil                                                | Nontron Périgueux                                | Isle-Loue-Auvézère en Périgord         |
| 24494      | 24700             | Saint-Rémy                             | 502                              | 22,26         | 23                        | Pays de Montaigne et Gurson Villefranche-de-Lonchat                         | Bergerac                                         | Montaigne Montravel et Gurson          |
| 24495      | 24540             | Saint-Romain-de-Monpazier              | 108                              | 7,48          | 14                        | Lalinde Monpazier                                                           | Bergerac                                         | Bastides Dordogne-Périgord             |
| 24496      | 24800             | Saint-Romain-et-Saint-Clément          | 331                              | 13,80         | 24                        | Thiviers                                                                    | Nontron                                          | Périgord-Limousin                      |
| 24498      | 24470             | Saint-Saud-Lacoussière                 | 823                              | 58,04         | 14                        | Périgord Vert Nontronnais Saint-Pardoux-la-Rivière                          | Nontron                                          | Périgord Nontronnais                   |
| 24499      | 24520             | Saint-Sauveur                          | 855                              | 9,31          | 92                        | Bergerac-2                                                                  | Bergerac                                         | Bergeracoise                           |
| 24500      | 24700             | Saint-Sauveur-Lalande                  | 149                              | 9,30          | 16                        | Montpon-Ménestérol                                                          | Périgueux                                        | Isle Double Landais                    |
| 24501      | 24230             | Saint-Seurin-de-Prats                  | 461                              | 5,56          | 83                        | Pays de Montaigne et Gurson Vélines                                         | Bergerac                                         | Montaigne Montravel et Gurson          |
| 24502      | 24190             | Saint-Séverin-d’Estissac               | 91                               | 5,31          | 17                        | Vallée de l’Isle Neuvic                                                     | Périgueux                                        | Isle Vern Salembre en Périgord         |
| 24505      | 24800             | Saint-Sulpice-d’Excideuil              | 368                              | 19,72         | 19                        | Isle-Loue-Auvézère Lanouaille                                               | Nontron                                          | Isle-Loue-Auvézère en Périgord         |
| 24504      | 24600             | Saint-Sulpice-de-Roumagnac             | 283                              | 10,70         | 26                        | Ribérac                                                                     | Périgueux                                        | Périgord Ribéracois                    |
| 24508      | 24350             | Saint-Victor                           | 212                              | 5,12          | 41                        | Brantôme en Périgord Montagrier                                             | Périgueux                                        | Périgord Ribéracois                    |
| 24509      | 24190             | Saint-Vincent-de-Connezac              | 671                              | 14,81         | 45                        | Ribérac Neuvic                                                              | Périgueux                                        | Périgord Ribéracois                    |
| 24510      | 24220             | Saint-Vincent-de-Cosse                 | 384                              | 7,19          | 53                        | Sarlat-la-Canéda Saint-Cyprien                                              | Sarlat-la-Canéda                                 | Sarlat-Périgord Noir                   |
| 24511      | 24410             | Saint-Vincent-Jalmoutiers              | 220                              | 16,21         | 14                        | Montpon-Ménestérol Saint-Aulaye                                             | Périgueux                                        | Pays de Saint-Aulaye                   |
| 24512      | 24200             | Saint-Vincent-le-Paluel                | 293                              | 6,86          | 43                        | Sarlat-la-Canéda                                                            | Sarlat-la-Canéda                                 | Sarlat-Périgord Noir                   |
| 24513      | 24420             | Saint-Vincent-sur-l’Isle               | 309                              | 9,98          | 31                        | Isle-Loue-Auvézère Savignac-les-Églises                                     | Nontron Périgueux                                | Isle-Loue-Auvézère en Périgord         |
| 24514      | 24230             | Saint-Vivien                           | 238                              | 8,53          | 28                        | Pays de Montaigne et Gurson Vélines                                         | Bergerac                                         | Montaigne Montravel et Gurson          |
| 24515      | 24160             | Salagnac                               | 717                              | 9,08          | 79                        | Isle-Loue-Auvézère Excideuil                                                | Nontron Périgueux                                | Isle-Loue-Auvézère en Périgord         |
| 24516      | 24590             | Salignac-Eyvigues                      | 1184                             | 43,48         | 27                        | Terrasson-Lavilledieu Salignac-Eyvigues                                     | Sarlat-la-Canéda                                 | Pays de Fénelon                        |
| 24517      | 24170             | Salles-de-Belvès                       | 77                               | 8,76          | 9                         | Vallée Dordogne Belvès                                                      | Sarlat-la-Canéda                                 | Vallée de la Dordogne et Forêt Bessède |
| 24518      | 24380             | Salon                                  | 275                              | 16,97         | 16                        | Périgord Central Vergt                                                      | Périgueux                                        | Le Grand Périgueux                     |
| 24312      | 24660             | Sanilhac                               | 4720                             | 59,90         | 79                        | Isle-Manoire Périgord Central                                               | Périgueux                                        | Le Grand Périgueux                     |
| 24519      | 24270             | Sarlande                               | 423                              | 34,74         | 12                        | Isle-Loue-Auvézère Lanouaille                                               | Nontron                                          | Isle-Loue-Auvézère en Périgord         |
| 24520      | 24200             | Sarlat-la-Canéda                       | 8786                             | 47,13         | 186                       | Sarlat-la-Canéda                                                            | Sarlat-la-Canéda                                 | Sarlat-Périgord Noir                   |
| 24521      | 24420             | Sarliac-sur-l’Isle                     | 1050                             | 9,57          | 110                       | Trélissac Savignac-les-Églises                                              | Périgueux                                        | Le Grand Périgueux                     |
| 24522      | 24800             | Sarrazac                               | 364                              | 29,89         | 12                        | Isle-Loue-Auvézère Lanouaille                                               | Nontron                                          | Isle-Loue-Auvézère en Périgord         |
| 24523      | 24240             | Saussignac                             | 412                              | 8,97          | 46                        | Sud-Bergeracois Sigoulès                                                    | Bergerac                                         | Bergeracoise                           |
| 24524      | 24260             | Savignac-de-Miremont                   | 174                              | 7,62          | 23                        | Vallée de l’Homme Le Bugue                                                  | Sarlat-la-Canéda                                 | Vallée de l’Homme                      |
| 24525      | 24300             | Savignac-de-Nontron                    | 205                              | 9,69          | 21                        | Périgord Vert Nontronnais Nontron                                           | Nontron                                          | Périgord Nontronnais                   |
| 24526      | 24270             | Savignac-Lédrier                       | 715                              | 26,90         | 27                        | Isle-Loue-Auvézère Lanouaille                                               | Nontron                                          | Isle-Loue-Auvézère en Périgord         |
| 24527      | 24420             | Savignac-les-Églises                   | 947                              | 21,90         | 43                        | Isle-Loue-Auvézère Savignac-les-Églises                                     | Périgueux                                        | Le Grand Périgueux                     |
| 24528      | 24300             | Sceau-Saint-Angel                      | 126                              | 17,49         | 7                         | Périgord Vert Nontronnais Nontron                                           | Nontron                                          | Périgord Nontronnais                   |
| 24529      | 24600             | Segonzac                               | 204                              | 3,88          | 53                        | Brantôme en Périgord Montagrier                                             | Périgueux                                        | Périgord Ribéracois                    |
| 24531      | 24290             | Sergeac                                | 215                              | 10,71         | 20                        | Vallée de l’Homme Montignac                                                 | Sarlat-la-Canéda                                 | Vallée de l’Homme                      |
| 24532      | 24500             | Serres-et-Montguyard                   | 237                              | 6,85          | 35                        | Sud-Bergeracois Eymet                                                       | Bergerac                                         | Portes Sud Périgord                    |
| 24533      | 24410             | Servanches                             | 77                               | 20,56         | 4                         | Montpon-Ménestérol Saint-Aulaye                                             | Périgueux                                        | Pays de Saint-Aulaye                   |
| 24534      | 24240             | Sigoulès-et-Flaugeac                   | 1251                             | 18,21         | 69                        | Sud-Bergeracois                                                             | Bergerac                                         | Bergeracoise                           |
| 24535      | 24370             | Simeyrols                              | 256                              | 9,26          | 28                        | Terrasson-Lavilledieu Carlux                                                | Sarlat-la-Canéda                                 | Pays de Fénelon                        |
| 24536      | 24500             | Singleyrac                             | 314                              | 7,09          | 44                        | Sud-Bergeracois Eymet                                                       | Bergerac                                         | Portes Sud Périgord                    |
| 24537      | 24600             | Siorac-de-Ribérac                      | 259                              | 20,86         | 12                        | Ribérac                                                                     | Périgueux                                        | Périgord Ribéracois                    |
| 24538      | 24170             | Siorac-en-Périgord                     | 1079                             | 11,77         | 92                        | Vallée Dordogne Belvès                                                      | Sarlat-la-Canéda                                 | Vallée de la Dordogne et Forêt Bessède |
| 24540      | 24420             | Sorges et Ligueux en Périgord          | 1639                             | 54,04         | 30                        | Thiviers                                                                    | Périgueux                                        | Le Grand Périgueux                     |
| 24541      | 24360             | Soudat                                 | 102                              | 8,82          | 12                        | Périgord Vert Nontronnais Bussière-Badil                                    | Nontron                                          | Périgord Nontronnais                   |
| 24542      | 24540             | Soulaures                              | 70                               | 10,28         | 7                         | Lalinde Monpazier                                                           | Bergerac                                         | Bastides Dordogne-Périgord             |
| 24543      | 24400             | Sourzac                                | 1127                             | 23,37         | 48                        | Vallée de l’Isle Mussidan                                                   | Périgueux                                        | Isle Vern Salembre en Périgord         |
| 24544      | 24620             | Tamniès                                | 405                              | 19,09         | 21                        | Sarlat-la-Canéda                                                            | Sarlat-la-Canéda                                 | Sarlat-Périgord Noir                   |
| 24545      | 24390             | Teillots                               | 99                               | 10,02         | 10                        | Le Haut-Périgord noir Hautefort                                             | Sarlat-la-Canéda Périgueux                       | Terrassonnais Haut Périgord Noir       |
| 24546      | 24390             | Temple-Laguyon                         | 35                               | 2,94          | 12                        | Le Haut-Périgord noir Hautefort                                             | Sarlat-la-Canéda Périgueux                       | Terrassonnais Haut Périgord Noir       |
| 24547      | 24120             | Terrasson-Lavilledieu                  | 6262                             | 39,34         | 159                       | Terrasson-Lavilledieu                                                       | Sarlat-la-Canéda                                 | Terrassonnais Haut Périgord Noir       |
| 24548      | 24300             | Teyjat                                 | 279                              | 16,99         | 16                        | Périgord Vert Nontronnais Nontron                                           | Nontron                                          | Périgord Nontronnais                   |
| 24549      | 24240             | Thénac                                 | 443                              | 20,34         | 22                        | Sud-Bergeracois Sigoulès                                                    | Bergerac                                         | Bergeracoise                           |
| 24550      | 24210             | Thenon                                 | 1267                             | 25,92         | 49                        | Le Haut-Périgord noir Thenon                                                | Sarlat-la-Canéda Périgueux                       | Terrassonnais Haut Périgord Noir       |
| 24551      | 24800             | Thiviers                               | 2889                             | 27,77         | 104                       | Thiviers                                                                    | Nontron                                          | Périgord-Limousin                      |
| 24552      | 24290             | Thonac                                 | 268                              | 11,62         | 23                        | Vallée de l’Homme Montignac                                                 | Sarlat-la-Canéda                                 | Vallée de l’Homme                      |
| 24553      | 24350             | Tocane-Saint-Apre                      | 1757                             | 32,35         | 54                        | Brantôme en Périgord Montagrier                                             | Périgueux                                        | Périgord Ribéracois                    |
| 24555      | 24390             | Tourtoirac                             | 638                              | 25,43         | 25                        | Le Haut-Périgord noir Hautefort                                             | Sarlat-la-Canéda Périgueux                       | Terrassonnais Haut Périgord Noir       |
| 24557      | 24750             | Trélissac                              | 7319                             | 22,88         | 320                       | Trélissac Périgueux-Nord-Est                                                | Périgueux                                        | Le Grand Périgueux                     |
| 24558      | 24510             | Trémolat                               | 629                              | 14,03         | 45                        | Périgord Central Sainte-Alvère                                              | Bergerac                                         | Bastides Dordogne-Périgord             |
| 24559      | 24620             | Tursac                                 | 339                              | 17,71         | 19                        | Vallée de l’Homme Saint-Cyprien                                             | Sarlat-la-Canéda                                 | Vallée de l’Homme                      |
| 24560      | 24480             | Urval                                  | 115                              | 13,38         | 9                         | Lalinde Le Buisson-de-Cadouin                                               | Bergerac                                         | Bastides Dordogne-Périgord             |
| 24362      | 24510             | Val de Louyre et Caudeau               | 1592                             | 82,12         | 19                        | Périgord Central                                                            | Périgueux                                        | Le Grand Périgueux                     |
| 24562      | 24190             | Vallereuil                             | 261                              | 9,27          | 28                        | Vallée de l’Isle Neuvic                                                     | Périgueux                                        | Isle Vern Salembre en Périgord         |
| 24563      | 24290             | Valojoulx                              | 286                              | 11,79         | 24                        | Vallée de l’Homme Montignac                                                 | Sarlat-la-Canéda                                 | Vallée de l’Homme                      |
| 24564      | 24600             | Vanxains                               | 692                              | 35,89         | 19                        | Ribérac                                                                     | Périgueux                                        | Périgord Ribéracois                    |
| 24565      | 24360             | Varaignes                              | 357                              | 16,60         | 22                        | Périgord Vert Nontronnais Bussière-Badil                                    | Nontron                                          | Périgord Nontronnais                   |
| 24566      | 24150             | Varennes                               | 460                              | 4,05          | 114                       | Lalinde                                                                     | Bergerac                                         | Bastides Dordogne-Périgord             |
| 24567      | 24800             | Vaunac                                 | 240                              | 13,78         | 17                        | Thiviers                                                                    | Nontron                                          | Périgord-Limousin                      |
| 24568      | 24230             | Vélines                                | 1058                             | 10,47         | 101                       | Pays de Montaigne et Gurson Vélines                                         | Bergerac                                         | Montaigne Montravel et Gurson          |
| 24569      | 24320             | Vendoire                               | 135                              | 11,65         | 12                        | Ribérac Verteillac                                                          | Périgueux                                        | Périgord Ribéracois                    |
| 24570      | 24520             | Verdon                                 | 36                               | 4,95          | 7                         | Lalinde                                                                     | Bergerac                                         | Bastides Dordogne-Périgord             |
| 24571      | 24380             | Vergt                                  | 1750                             | 32,52         | 54                        | Périgord Central Vergt                                                      | Périgueux                                        | Le Grand Périgueux                     |
| 24572      | 24540             | Vergt-de-Biron                         | 188                              | 16,17         | 12                        | Lalinde Monpazier                                                           | Bergerac                                         | Bastides Dordogne-Périgord             |
| 24573      | 24320             | Verteillac                             | 546                              | 18,44         | 30                        | Ribérac Verteillac                                                          | Périgueux                                        | Périgord Ribéracois                    |
| 24574      | 24370             | Veyrignac                              | 325                              | 9,54          | 34                        | Terrasson-Lavilledieu Carlux                                                | Sarlat-la-Canéda                                 | Pays de Fénelon                        |
| 24575      | 24250             | Veyrines-de-Domme                      | 235                              | 11,44         | 21                        | Vallée Dordogne Domme                                                       | Sarlat-la-Canéda                                 | Domme Villefranche-du-Périgord         |
| 24576      | 24380             | Veyrines-de-Vergt                      | 247                              | 11,91         | 21                        | Périgord Central Vergt                                                      | Périgueux                                        | Le Grand Périgueux                     |
| 24577      | 24220             | Vézac                                  | 512                              | 12,97         | 39                        | Sarlat-la-Canéda                                                            | Sarlat-la-Canéda                                 | Sarlat-Périgord Noir                   |
| 24580      | 24120             | Villac                                 |                                  | 20,61         | Node-count limit exceeded | Le Haut-Périgord noir Terrasson-Lavilledieu                                 | Sarlat-la-Canéda                                 | Terrassonnais Haut Périgord Noir       |
| 24581      | 24140             | Villamblard                            | Node-count limit exceeded        | 20,43         | Node-count limit exceeded | Périgord Central Villamblard                                                | Périgueux Bergerac                               | Isle et Crempse en Périgord            |
| 24582      | 24530             | Villars                                | Node-count limit exceeded        | 27,67         | Node-count limit exceeded | Brantôme en Périgord Champagnac-de-Belair                                   | Nontron                                          | Dronne et Belle                        |
| 24584      | 24610             | Villefranche-de-Lonchat                | Node-count limit exceeded        | 14,98         | Node-count limit exceeded | Pays de Montaigne et Gurson Villefranche-de-Lonchat                         | Bergerac                                         | Montaigne Montravel et Gurson          |
| 24585      | 24550             | Villefranche-du-Périgord               | Node-count limit exceeded        | 24,50         | Node-count limit exceeded | Vallée Dordogne Villefranche-du-Périgord                                    | Sarlat-la-Canéda                                 | Domme Villefranche-du-Périgord         |
| 24586      | 24600             | Villetoureix                           | Node-count limit exceeded        | 16,40         | Node-count limit exceeded | Ribérac                                                                     | Périgueux                                        | Périgord Ribéracois                    |
| 24587      | 24200             | Vitrac                                 | Node-count limit exceeded        | 14,38         | Node-count limit exceeded | Sarlat-la-Canéda                                                            | Sarlat-la-Canéda                                 | Sarlat-Périgord Noir                   |

## Veränderungen im Gemeindebestand seit 2016

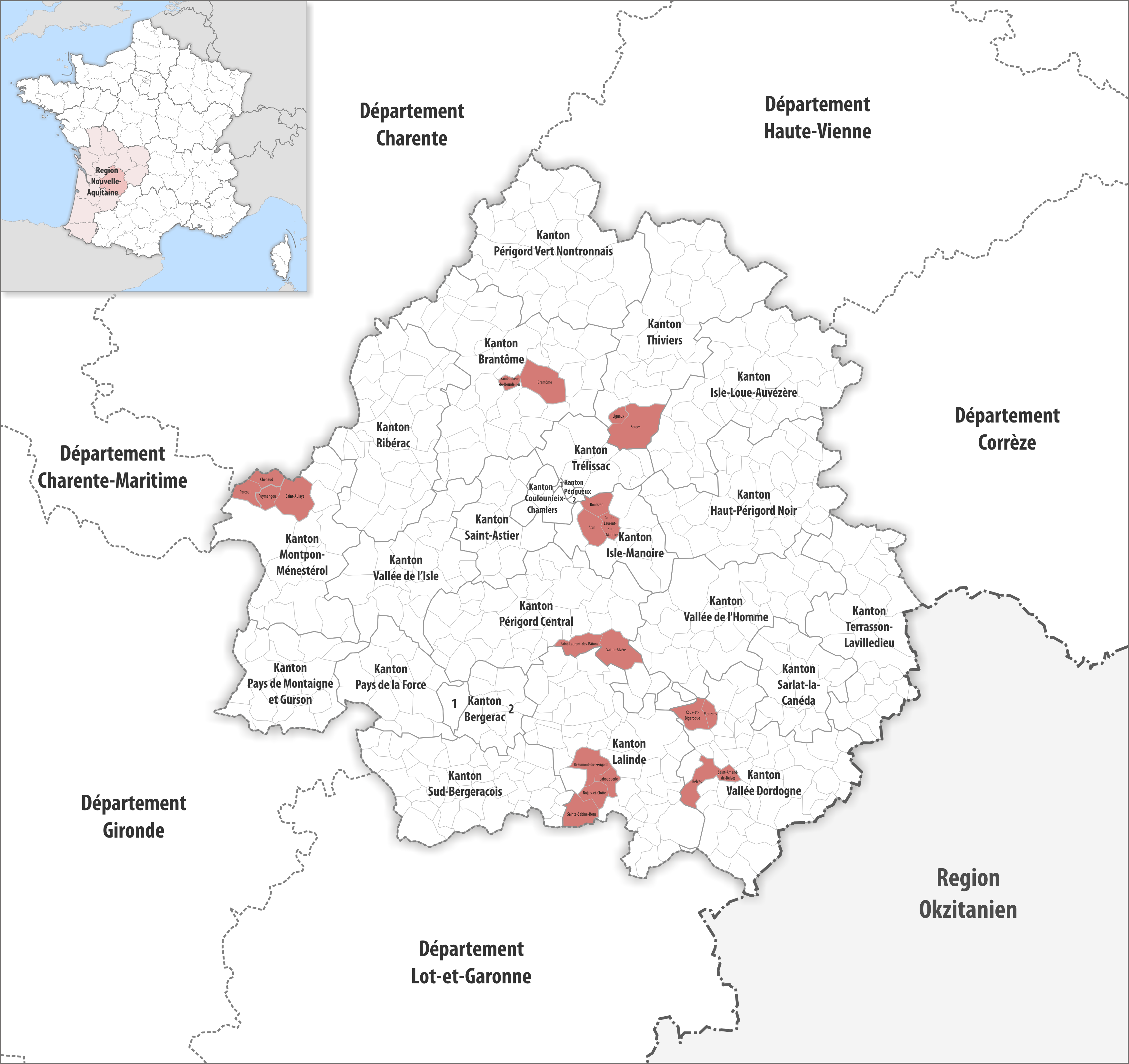
Gemeinden bis 2015
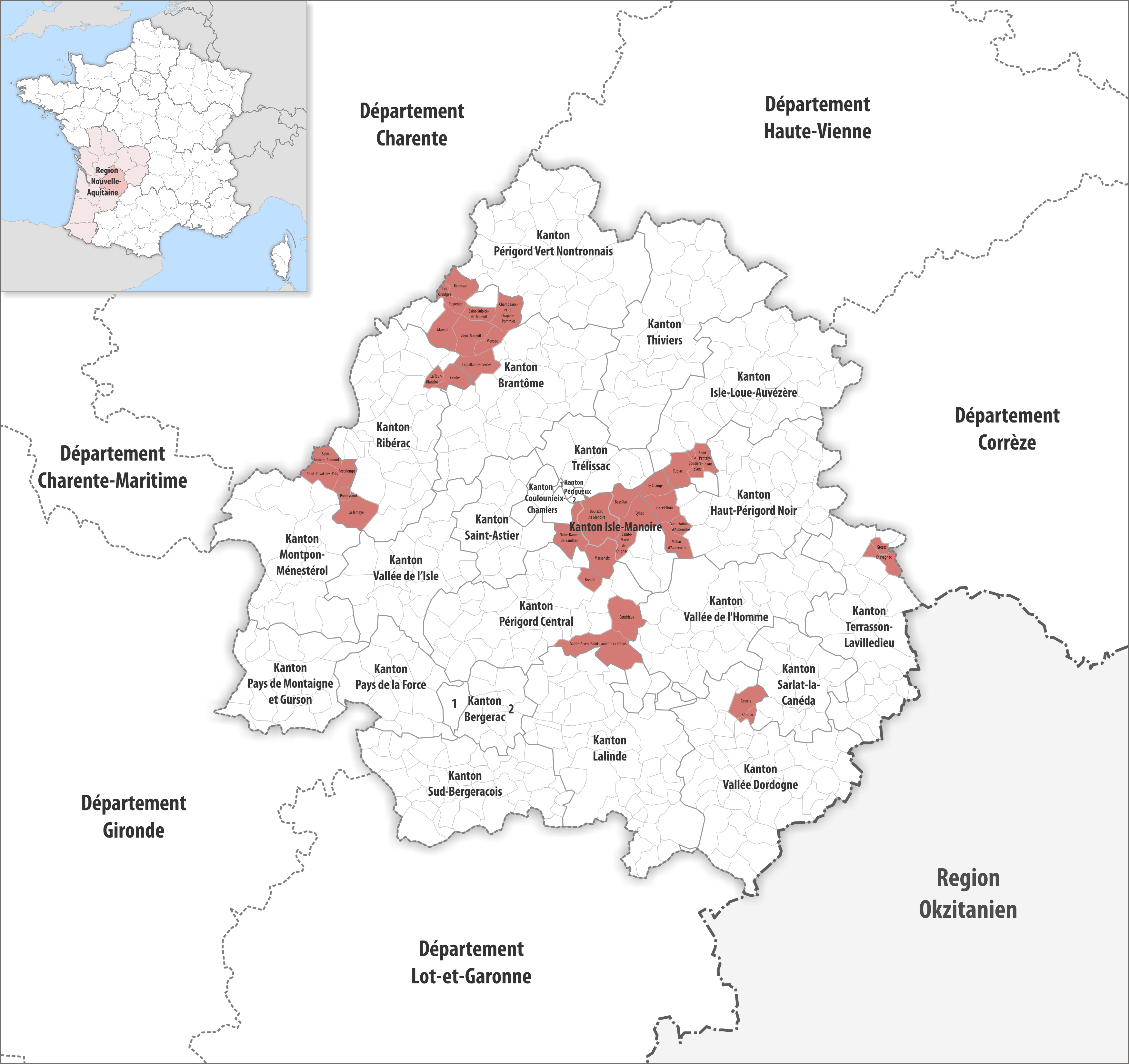
Gemeinden bis 2016
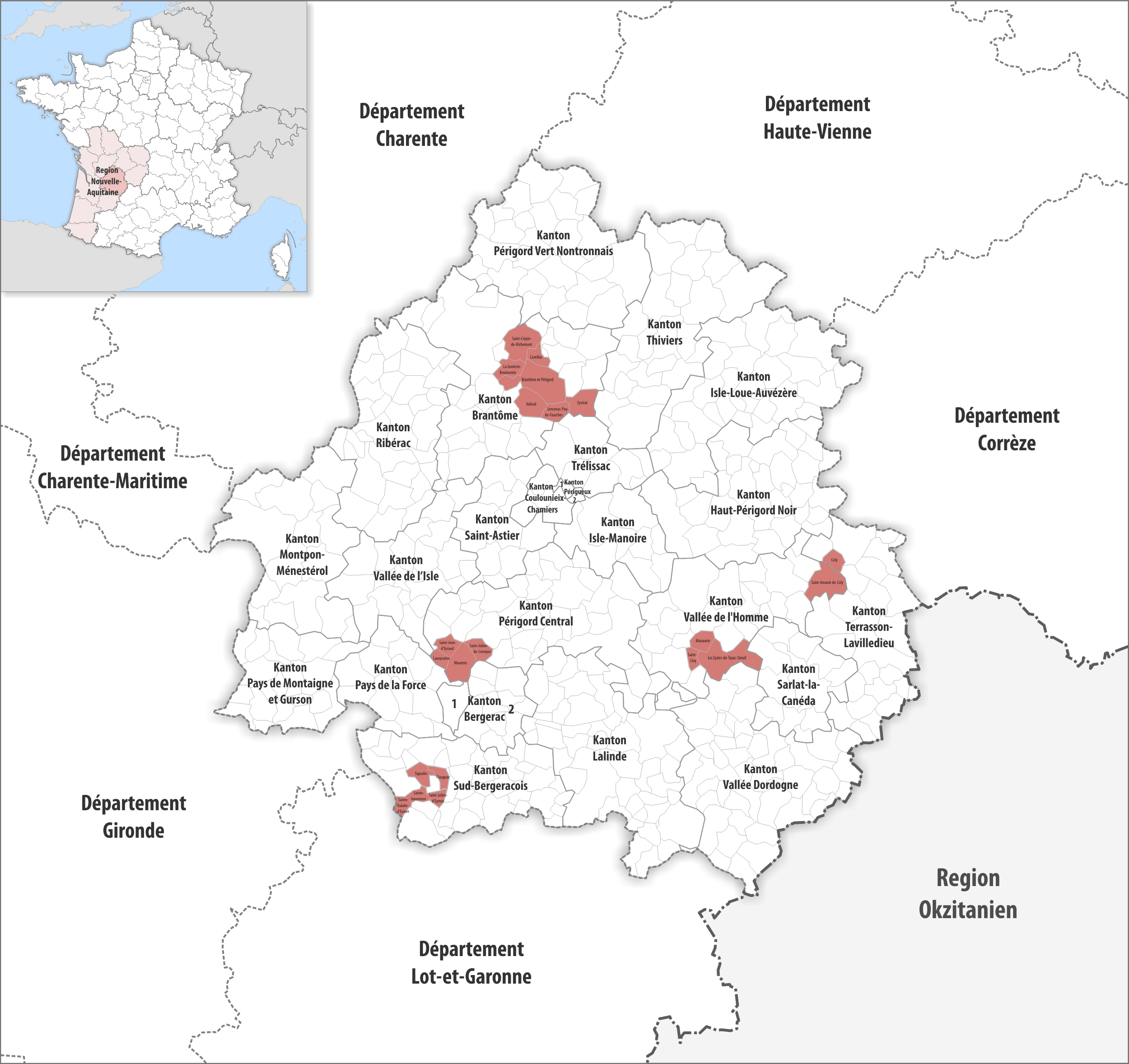
Gemeinden bis 2018
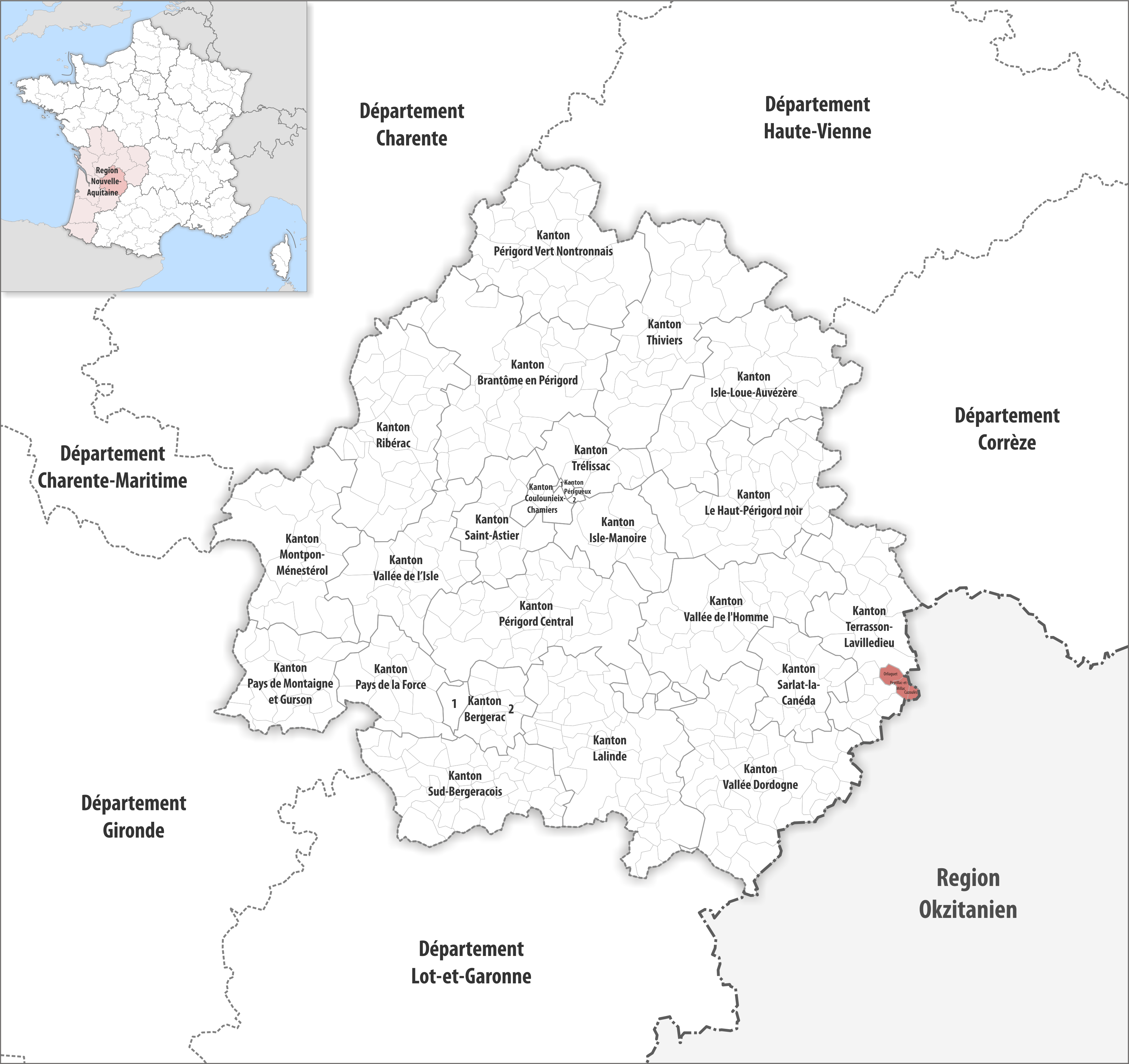
Gemeinden bis 2021

2022:
- Fusion Cazoulès, Orliaguet und Peyrillac-et-Millac → Peyrillac-et-Millac

2019:
- Fusion Brantôme en Périgord, Cantillac, Eyvirat, La Gonterie-Boulouneix, Saint-Crépin-de-Richemont, Sencenac-Puy-de-Fourches, Valeuil und Saint-Julien-de-Bourdeilles → Brantôme en Périgord
- Fusion Coly und Saint-Amand-de-Coly → Coly-Saint-Amand
- Fusion Maurens, Laveyssière, Saint-Jean-d’Eyraud und Saint-Julien-de-Crempse → Eyraud-Crempse-Maurens
- Fusion Les Eyzies-de-Tayac-Sireuil, Manaurie und Saint-Cirq → Les Eyzies
- Fusion Sainte-Eulalie-d’Eymet, Sainte-Innocence und Saint-Julien-d’Eymet → Saint-Julien-Innocence-Eulalie
- Fusion Sigoulès und Flaugeac → Sigoulès-et-Flaugeac

2017:
- Fusion Bassillac, Blis-et-Born, Le Change, Eyliac, Milhac-d’Auberoche und Saint-Antoine-d’Auberoche → Bassillac et Auberoche
- Fusion Boulazac Isle Manoire und Sainte-Marie-de-Chignac → Boulazac Isle Manoire
- Fusion Bézenac und Castels → Castels et Bézenac
- Fusion Cubjac, La Boissière-d’Ans und Saint-Pantaly-d’Ans → Cubjac-Auvézère-Val d’Ans
- Fusion La Jemaye und Ponteyraud → La Jemaye-Ponteyraud
- Fusion Cercles und La Tour-Blanche → La Tour-Blanche-Cercles
- Fusion Chavagnac und Grèzes → Les Coteaux Périgourdins
- Fusion Beaussac, Champeaux-et-la-Chapelle-Pommier, Léguillac-de-Cercles, Les Graulges, Mareuil, Monsec, Puyrenier, Saint-Sulpice-de-Mareuil und Vieux-Mareuil → Mareuil en Périgord
- Fusion Festalemps, Saint-Antoine-Cumond und Saint-Privat-des-Prés → Saint Privat en Périgord
- Fusion Breuilh, Marsaneix und Notre-Dame-de-Sanilhac → Sanilhac
- Fusion Cendrieux und Sainte-Alvère-Saint-Laurent Les Bâtons → Val de Louyre et Caudeau

2016:
- Fusion Beaumont-du-Périgord, Labouquerie, Nojals-et-Clotte und Sainte-Sabine-Born → Beaumontois en Périgord
- Fusion Atur, Boulazac und Saint-Laurent-sur-Manoire → Boulazac Isle Manoire
- Fusion Brantôme und Saint-Julien-de-Bourdeilles → Brantôme en Périgord
- Fusion Coux-et-Bigaroque und Mouzens → Coux et Bigaroque-Mouzens
- Fusion Chenaud und Parcoul → Parcoul-Chenaud
- Fusion Belvès und Saint-Amand-de-Belvès → Pays de Belvès
- Fusion Puymangou und Saint-Aulaye → Saint Aulaye-Puymangou
- Fusion Sainte-Alvère und Saint-Laurent-des-Bâtons → Sainte-Alvère-Saint-Laurent Les Bâtons
- Fusion Ligueux und Sorges → Sorges et Ligueux en Périgord